# Lista de asteroides (310001-311000)
Esta é uma lista parcial de asteroides, do asteroide número 310001 até o 311000, inclusive. Veja também o índice com todas as listas disponíveis.

| Objeto Próximos à Terra | Cinturão de asteroides (interno) | Cinturão de asteroides (externo) | Centauro       |
| Cruzador de Marte       | Cinturão de asteroides (meio)    | Troianos de Júpiter              | Transnetuniano |

Veja mais dados de cada asteroide na ligação externa para o Minor Planet Center na última coluna.
Índice: 310001... 310101... 310201... 310301... 310401... 310501... 310601... 310701... 310801... 310901... 

## 310001–310100
| Designação | Designação | Descoberta  | Descoberta      | Descobridor(es)       | Categoria | Mais informações / Referência |
| Permanente | Provisória | Data        | Local           | Descobridor(es)       | Categoria | Mais informações / Referência |
| ---------- | ---------- | ----------- | --------------- | --------------------- | --------- | ----------------------------- |
| 310001     | 2009 JD11  | 14 mai 2009 | Siding Spring   | SSS                   | —         | MPC                           |
| 310002     | 2009 JJ13  | 1 mai 2009  | Cerro Burek     | Alianza S4 Obs.       | —         | MPC                           |
| 310003     | 2009 JD16  | 1 mai 2009  | Kitt Peak       | Spacewatch            | —         | MPC                           |
| 310004     | 2009 JP16  | 15 mai 2009 | Kitt Peak       | Spacewatch            | —         | MPC                           |
| 310005     | 2009 KE    | 16 mai 2009 | Mount Lemmon    | Mount Lemmon Survey   | Vesta     | MPC                           |
| 310006     | 2009 KU1   | 17 mai 2009 | La Sagra        | Mallorca Obs.         | —         | MPC                           |
| 310007     | 2009 KK3   | 24 mai 2009 | La Sagra        | Mallorca Obs.         | —         | MPC                           |
| 310008     | 2009 KO3   | 17 mai 2009 | Kitt Peak       | Spacewatch            | —         | MPC                           |
| 310009     | 2009 KA4   | 24 mai 2009 | Catalina        | CSS                   | —         | MPC                           |
| 310010     | 2009 KR5   | 25 mai 2009 | Kitt Peak       | Spacewatch            | —         | MPC                           |
| 310011     | 2009 KV8   | 24 mai 2009 | Kitt Peak       | Spacewatch            | —         | MPC                           |
| 310012     | 2009 KL17  | 26 mai 2009 | Kitt Peak       | Spacewatch            | Brangane  | MPC                           |
| 310013     | 2009 KQ17  | 26 mai 2009 | Kitt Peak       | Spacewatch            | —         | MPC                           |
| 310014     | 2009 KZ17  | 27 mai 2009 | Kitt Peak       | Spacewatch            | —         | MPC                           |
| 310015     | 2009 KO23  | 27 mai 2009 | Kitt Peak       | Spacewatch            | Brangane  | MPC                           |
| 310016     | 2009 KD26  | 29 mai 2009 | Kitt Peak       | Spacewatch            | —         | MPC                           |
| 310017     | 2009 LS4   | 13 jun 2009 | Kitt Peak       | Spacewatch            | —         | MPC                           |
| 310018     | 2009 LD5   | 14 jun 2009 | Kitt Peak       | Spacewatch            | —         | MPC                           |
| 310019     | 2009 MJ3   | 1 jun 2009  | Catalina        | CSS                   | Eos       | MPC                           |
| 310020     | 2009 QH14  | 16 ago 2009 | Kitt Peak       | Spacewatch            | —         | MPC                           |
| 310021     | 2009 RU3   | 13 set 2009 | Kachina         | J. Hobart             | Mitidika  | MPC                           |
| 310022     | 2009 RJ63  | 14 set 2009 | Kitt Peak       | Spacewatch            | Vesta     | MPC                           |
| 310023     | 2009 ST177 | 20 set 2009 | Kitt Peak       | Spacewatch            | —         | MPC                           |
| 310024     | 2009 TA    | 2 out 2009  | Mount Lemmon    | Mount Lemmon Survey   | —         | MPC                           |
| 310025     | 2009 TO26  | 14 out 2009 | La Sagra        | Mallorca Obs.         | Vesta     | MPC                           |
| 310026     | 2009 UQ131 | 16 out 2009 | La Sagra        | Mallorca Obs.         | —         | MPC                           |
| 310027     | 2010 AH95  | 8 fev 2002  | Palomar         | NEAT                  | Vesta     | MPC                           |
| 310028     | 2010 BJ51  | 25 jul 2007 | Siding Spring   | SSS                   | —         | MPC                           |
| 310029     | 2010 DQ36  | 14 mar 2000 | Kitt Peak       | Spacewatch            | —         | MPC                           |
| 310030     | 2010 ES37  | 12 mar 2010 | Mount Lemmon    | Mount Lemmon Survey   | —         | MPC                           |
| 310031     | 2010 FR28  | 16 mar 2010 | Kitt Peak       | Spacewatch            | —         | MPC                           |
| 310032     | 2010 FP94  | 20 mar 2010 | Kitt Peak       | Spacewatch            | —         | MPC                           |
| 310033     | 2010 FG95  | 25 mar 2010 | Kitt Peak       | Spacewatch            | —         | MPC                           |
| 310034     | 2010 GC7   | 6 abr 2010  | Catalina        | CSS                   | —         | MPC                           |
| 310035     | 2010 GW87  | 13 abr 2010 | WISE            | WISE                  | Eos       | MPC                           |
| 310036     | 2010 GK104 | 11 out 2007 | Kitt Peak       | Spacewatch            | —         | MPC                           |
| 310037     | 2010 GF106 | 7 abr 2010  | Kitt Peak       | Spacewatch            | —         | MPC                           |
| 310038     | 2010 GB108 | 12 set 2007 | Mount Lemmon    | Mount Lemmon Survey   | —         | MPC                           |
| 310039     | 2010 GB118 | 10 abr 2010 | Kitt Peak       | Spacewatch            | —         | MPC                           |
| 310040     | 2010 GN121 | 6 jul 2003  | Kitt Peak       | Spacewatch            | —         | MPC                           |
| 310041     | 2010 GZ126 | 10 abr 2010 | Kitt Peak       | Spacewatch            | —         | MPC                           |
| 310042     | 2010 GK127 | 10 abr 2010 | Kitt Peak       | Spacewatch            | —         | MPC                           |
| 310043     | 2010 GJ136 | 30 dez 2008 | Mount Lemmon    | Mount Lemmon Survey   | Ursula    | MPC                           |
| 310044     | 2010 GW159 | 10 abr 2010 | Mount Lemmon    | Mount Lemmon Survey   | —         | MPC                           |
| 310045     | 2010 GR160 | 23 jan 2006 | Kitt Peak       | Spacewatch            | —         | MPC                           |
| 310046     | 2010 HP32  | 6 jun 1999  | Kitt Peak       | Spacewatch            | —         | MPC                           |
| 310047     | 2010 HA43  | 22 abr 2010 | WISE            | WISE                  | —         | MPC                           |
| 310048     | 2010 HU66  | 26 abr 2010 | WISE            | WISE                  | —         | MPC                           |
| 310049     | 2010 HU78  | 20 abr 2010 | Mount Lemmon    | Mount Lemmon Survey   | —         | MPC                           |
| 310050     | 2010 HO79  | 20 abr 2010 | Kitt Peak       | Spacewatch            | —         | MPC                           |
| 310051     | 2010 HN82  | 28 abr 2010 | WISE            | WISE                  | —         | MPC                           |
| 310052     | 2010 JY1   | 3 mai 2010  | Kitt Peak       | Spacewatch            | —         | MPC                           |
| 310053     | 2010 JD30  | 3 mai 2010  | Kitt Peak       | Spacewatch            | —         | MPC                           |
| 310054     | 2010 JW32  | 6 mai 2010  | Mount Lemmon    | Mount Lemmon Survey   | —         | MPC                           |
| 310055     | 2010 JW40  | 8 mai 2010  | Mount Lemmon    | Mount Lemmon Survey   | —         | MPC                           |
| 310056     | 2010 JC46  | 27 mar 1995 | Kitt Peak       | Spacewatch            | —         | MPC                           |
| 310057     | 2010 JE59  | 7 mai 2010  | WISE            | WISE                  | —         | MPC                           |
| 310058     | 2010 JF84  | 24 nov 2008 | Mount Lemmon    | Mount Lemmon Survey   | —         | MPC                           |
| 310059     | 2010 JR112 | 13 mai 2010 | Siding Spring   | SSS                   | —         | MPC                           |
| 310060     | 2010 JP116 | 5 jan 2006  | Catalina        | CSS                   | —         | MPC                           |
| 310061     | 2010 JW131 | 25 set 2005 | Kitt Peak       | Spacewatch            | —         | MPC                           |
| 310062     | 2010 JD148 | 16 out 2002 | Palomar         | NEAT                  | —         | MPC                           |
| 310063     | 2010 JQ149 | 6 mai 2010  | Catalina        | CSS                   | —         | MPC                           |
| 310064     | 2010 JV158 | 4 mai 2010  | Kitt Peak       | Spacewatch            | —         | MPC                           |
| 310065     | 2010 JO166 | 26 jan 2006 | Mount Lemmon    | Mount Lemmon Survey   | —         | MPC                           |
| 310066     | 2010 KG8   | 25 fev 2006 | Mount Lemmon    | Mount Lemmon Survey   | Mitidika  | MPC                           |
| 310067     | 2010 KB9   | 28 set 2003 | Kitt Peak       | Spacewatch            | —         | MPC                           |
| 310068     | 2010 KG9   | 16 mai 2010 | Nogales         | Tenagra II Obs.       | —         | MPC                           |
| 310069     | 2010 KW36  | 3 fev 2009  | Mount Lemmon    | Mount Lemmon Survey   | —         | MPC                           |
| 310070     | 2010 KL55  | 23 mai 2010 | WISE            | WISE                  | —         | MPC                           |
| 310071     | 2010 KR59  | 18 mai 2010 | WISE            | WISE                  | —         | MPC                           |
| 310072     | 2010 KD62  | 18 mai 2010 | La Sagra        | Mallorca Obs.         | —         | MPC                           |
| 310073     | 2010 KX81  | 10 fev 2007 | Mount Lemmon    | Mount Lemmon Survey   | —         | MPC                           |
| 310074     | 2010 KQ101 | 28 mai 2010 | WISE            | WISE                  | Brangane  | MPC                           |
| 310075     | 2010 KY102 | 28 mai 2010 | WISE            | WISE                  | —         | MPC                           |
| 310076     | 2010 KY104 | 29 mai 2010 | WISE            | WISE                  | —         | MPC                           |
| 310077     | 2010 KC107 | 29 mai 2010 | WISE            | WISE                  | —         | MPC                           |
| 310078     | 2010 KF116 | 30 mai 2010 | WISE            | WISE                  | —         | MPC                           |
| 310079     | 2010 KS117 | 22 mai 2010 | Siding Spring   | SSS                   | —         | MPC                           |
| 310080     | 2010 LC1   | 1 jun 2010  | Kitt Peak       | Spacewatch            | —         | MPC                           |
| 310081     | 2010 LK1   | 2 jun 2010  | Nogales         | Tenagra II Obs.       | —         | MPC                           |
| 310082     | 2010 LP72  | 12 mar 2008 | Catalina        | CSS                   | —         | MPC                           |
| 310083     | 2010 LB83  | 11 jun 2010 | WISE            | WISE                  | —         | MPC                           |
| 310084     | 2010 LB108 | 10 nov 1994 | Kitt Peak       | Spacewatch            | —         | MPC                           |
| 310085     | 2010 ML92  | 24 set 2005 | Kitt Peak       | Spacewatch            | —         | MPC                           |
| 310086     | 2010 MY101 | 21 fev 2007 | Mount Lemmon    | Mount Lemmon Survey   | —         | MPC                           |
| 310087     | 2010 MD102 | 13 dez 2006 | Mount Lemmon    | Mount Lemmon Survey   | —         | MPC                           |
| 310088     | 2010 MD104 | 29 jun 2010 | WISE            | WISE                  | —         | MPC                           |
| 310089     | 2010 NF4   | 4 jul 2010  | Kitt Peak       | Spacewatch            | —         | MPC                           |
| 310090     | 2010 NK117 | 24 fev 2009 | Catalina        | CSS                   | —         | MPC                           |
| 310091     | 2010 OY27  | 15 out 2007 | Mount Lemmon    | Mount Lemmon Survey   | —         | MPC                           |
| 310092     | 2010 PR1   | 2 ago 2010  | Socorro         | LINEAR                | —         | MPC                           |
| 310093     | 2010 PC51  | 23 nov 1998 | Kitt Peak       | Spacewatch            | —         | MPC                           |
| 310094     | 2010 PH61  | 24 set 2005 | Kitt Peak       | Spacewatch            | —         | MPC                           |
| 310095     | 2010 PE63  | 13 ago 2010 | Socorro         | LINEAR                | —         | MPC                           |
| 310096     | 2010 PL64  | 10 ago 2010 | Kitt Peak       | Spacewatch            | —         | MPC                           |
| 310097     | 2010 PL72  | 2 dez 2005  | Kitt Peak       | Spacewatch            | —         | MPC                           |
| 310098     | 2010 PE76  | 10 ago 2010 | Purple Mountain | PMO NEO               | Mitidika  | MPC                           |
| 310099     | 2010 RF22  | 3 set 2010  | Socorro         | LINEAR                | —         | MPC                           |
| 310100     | 2010 RU42  | 3 set 2010  | Piszkéstető     | K. Sárneczky, Z. Kuli | Ursula    | MPC                           |

## 310101–310200
| Designação | Designação | Descoberta  | Descoberta       | Descobridor(es)     | Categoria | Mais informações / Referência |
| Permanente | Provisória | Data        | Local            | Descobridor(es)     | Categoria | Mais informações / Referência |
| ---------- | ---------- | ----------- | ---------------- | ------------------- | --------- | ----------------------------- |
| 310101     | 2010 RO69  | 6 set 2010  | La Sagra         | Mallorca Obs.       | —         | MPC                           |
| 310102     | 2010 TO14  | 28 out 2005 | Mount Lemmon     | Mount Lemmon Survey | —         | MPC                           |
| 310103     | 2010 TL171 | 14 out 1998 | Kitt Peak        | Spacewatch          | Vesta     | MPC                           |
| 310104     | 2010 UX28  | 22 nov 1997 | Kitt Peak        | Spacewatch          | Vesta     | MPC                           |
| 310105     | 2010 UW35  | 6 fev 2002  | Kitt Peak        | Spacewatch          | Vesta     | MPC                           |
| 310106     | 2010 UV51  | 17 jan 2001 | Kitt Peak        | Spacewatch          | Vesta     | MPC                           |
| 310107     | 2010 UB96  | 29 out 2010 | Catalina         | CSS                 | Vesta     | MPC                           |
| 310108     | 2010 VJ21  | 27 ago 2006 | Kitt Peak        | Spacewatch          | —         | MPC                           |
| 310109     | 2010 VQ30  | 14 jan 2002 | Palomar          | NEAT                | —         | MPC                           |
| 310110     | 2010 VJ34  | 21 set 2008 | Catalina         | CSS                 | Vesta     | MPC                           |
| 310111     | 2010 VL72  | 17 dez 2000 | Kitt Peak        | Spacewatch          | —         | MPC                           |
| 310112     | 2010 VW176 | 22 jun 2007 | Kitt Peak        | Spacewatch          | Vesta     | MPC                           |
| 310113     | 2010 VR191 | 20 set 2001 | Socorro          | LINEAR              | —         | MPC                           |
| 310114     | 2010 VH194 | 16 mar 2004 | Kitt Peak        | Spacewatch          | —         | MPC                           |
| 310115     | 2010 WF13  | 7 abr 2003  | Kitt Peak        | Spacewatch          | Vesta     | MPC                           |
| 310116     | 2011 AT72  | 8 out 2005  | Catalina         | CSS                 | —         | MPC                           |
| 310117     | 2011 BG119 | 11 mar 2002 | Palomar          | NEAT                | Eos       | MPC                           |
| 310118     | 2011 CX100 | 22 nov 2009 | Catalina         | CSS                 | —         | MPC                           |
| 310119     | 2011 DU19  | 26 jan 2006 | Catalina         | CSS                 | Chimaera  | MPC                           |
| 310120     | 2011 DR25  | 11 dez 2004 | Kitt Peak        | Spacewatch          | —         | MPC                           |
| 310121     | 2011 EU4   | 9 fev 2005  | Anderson Mesa    | LONEOS              | —         | MPC                           |
| 310122     | 2011 EN13  | 13 fev 2002 | Kitt Peak        | Spacewatch          | —         | MPC                           |
| 310123     | 2011 EP36  | 25 set 2005 | Kitt Peak        | Spacewatch          | —         | MPC                           |
| 310124     | 2011 ED55  | 20 abr 2006 | Kitt Peak        | Spacewatch          | —         | MPC                           |
| 310125     | 2011 EZ83  | 8 out 1999  | Kitt Peak        | Spacewatch          | Maria     | MPC                           |
| 310126     | 2011 FV71  | 14 nov 2002 | Palomar          | NEAT                | —         | MPC                           |
| 310127     | 2011 FQ150 | 9 mar 2003  | Anderson Mesa    | LONEOS              | —         | MPC                           |
| 310128     | 2011 GY27  | 20 mai 2006 | Catalina         | CSS                 | —         | MPC                           |
| 310129     | 2011 GA57  | 28 abr 2003 | Kitt Peak        | Spacewatch          | —         | MPC                           |
| 310130     | 2011 GH59  | 23 jan 2006 | Kitt Peak        | Spacewatch          | Eos       | MPC                           |
| 310131     | 2011 GO62  | 22 jan 2006 | Catalina         | CSS                 | —         | MPC                           |
| 310132     | 2011 GH63  | 13 jan 2005 | Catalina         | CSS                 | —         | MPC                           |
| 310133     | 2011 GF75  | 29 fev 2000 | Socorro          | LINEAR              | Brangane  | MPC                           |
| 310134     | 2011 HD32  | 11 out 2001 | Socorro          | LINEAR              | —         | MPC                           |
| 310135     | 2011 HV32  | 14 dez 2004 | Socorro          | LINEAR              | —         | MPC                           |
| 310136     | 2011 HO54  | 14 set 2007 | Mount Lemmon     | Mount Lemmon Survey | —         | MPC                           |
| 310137     | 2011 HH67  | 1 fev 2005  | Kitt Peak        | Spacewatch          | —         | MPC                           |
| 310138     | 2011 HT79  | 25 out 2005 | Catalina         | CSS                 | —         | MPC                           |
| 310139     | 2011 HP80  | 9 out 2007  | Mount Lemmon     | Mount Lemmon Survey | —         | MPC                           |
| 310140     | 2011 HG81  | 10 abr 2002 | Socorro          | LINEAR              | —         | MPC                           |
| 310141     | 2011 HA84  | 19 nov 2003 | Palomar          | NEAT                | —         | MPC                           |
| 310142     | 2011 HP87  | 13 set 2005 | Catalina         | CSS                 | —         | MPC                           |
| 310143     | 2011 KD10  | 24 mar 2006 | Kitt Peak        | Spacewatch          | —         | MPC                           |
| 310144     | 2011 KQ11  | 12 abr 2002 | Socorro          | LINEAR              | —         | MPC                           |
| 310145     | 2011 KL16  | 19 nov 2001 | Socorro          | LINEAR              | —         | MPC                           |
| 310146     | 2011 KW39  | 21 dez 2003 | Kitt Peak        | Spacewatch          | Brangane  | MPC                           |
| 310147     | 2011 LS10  | 4 nov 2004  | Kitt Peak        | Spacewatch          | —         | MPC                           |
| 310148     | 2011 LY18  | 1 mai 2003  | Kitt Peak        | Spacewatch          | —         | MPC                           |
| 310149     | 2011 MW6   | 23 fev 2007 | Kitt Peak        | Spacewatch          | —         | MPC                           |
| 310150     | 2011 OV57  | 18 jan 2008 | Mount Lemmon     | Mount Lemmon Survey | —         | MPC                           |
| 310151     | 2011 OM58  | 20 nov 2007 | Catalina         | CSS                 | —         | MPC                           |
| 310152     | 2011 QB3   | 31 out 2002 | Socorro          | LINEAR              | —         | MPC                           |
| 310153     | 2011 QV8   | 14 out 2001 | Kitt Peak        | Spacewatch          | —         | MPC                           |
| 310154     | 2011 QN23  | 19 nov 2007 | Kitt Peak        | Spacewatch          | —         | MPC                           |
| 310155     | 2011 QR32  | 7 abr 2003  | Kitt Peak        | Spacewatch          | —         | MPC                           |
| 310156     | 2011 QO35  | 16 out 2006 | Catalina         | CSS                 | —         | MPC                           |
| 310157     | 2011 QU56  | 4 nov 2004  | Needville        | Needville Obs.      | —         | MPC                           |
| 310158     | 2011 QF61  | 21 out 1995 | Kitt Peak        | Spacewatch          | —         | MPC                           |
| 310159     | 2011 QO64  | 5 dez 2008  | Mount Lemmon     | Mount Lemmon Survey | —         | MPC                           |
| 310160     | 2011 QQ72  | 10 mai 2002 | Palomar          | NEAT                | —         | MPC                           |
| 310161     | 2011 QW91  | 2 abr 2006  | Kitt Peak        | Spacewatch          | —         | MPC                           |
| 310162     | 2011 QQ95  | 5 abr 1995  | Kitt Peak        | Spacewatch          | —         | MPC                           |
| 310163     | 2011 RC1   | 30 set 2005 | Catalina         | CSS                 | —         | MPC                           |
| 310164     | 2011 RV16  | 9 fev 2002  | Kitt Peak        | Spacewatch          | —         | MPC                           |
| 310165     | 2011 RW16  | 22 dez 2008 | Catalina         | CSS                 | —         | MPC                           |
| 310166     | 2011 SB    | 16 nov 2003 | Kitt Peak        | Spacewatch          | —         | MPC                           |
| 310167     | 2011 SD    | 24 ago 2000 | Socorro          | LINEAR              | —         | MPC                           |
| 310168     | 2011 SG    | 19 ago 2006 | Kitt Peak        | Spacewatch          | —         | MPC                           |
| 310169     | 2011 SD7   | 4 out 2003  | Kitt Peak        | Spacewatch          | —         | MPC                           |
| 310170     | 2011 SN7   | 26 ago 2000 | Cerro Tololo     | M. W. Buie          | —         | MPC                           |
| 310171     | 2011 SU19  | 8 mai 2006  | Siding Spring    | SSS                 | —         | MPC                           |
| 310172     | 2011 ST26  | 2 nov 2007  | Kitt Peak        | Spacewatch          | —         | MPC                           |
| 310173     | 2011 SQ30  | 3 ago 2002  | Campo Imperatore | CINEOS              | —         | MPC                           |
| 310174     | 2011 SV32  | 4 fev 2005  | Mount Lemmon     | Mount Lemmon Survey | —         | MPC                           |
| 310175     | 2011 SZ32  | 15 jan 2005 | Kitt Peak        | Spacewatch          | Mitidika  | MPC                           |
| 310176     | 2011 SZ35  | 18 jul 2006 | Siding Spring    | SSS                 | —         | MPC                           |
| 310177     | 2011 SG37  | 8 mar 2005  | Kitt Peak        | Spacewatch          | —         | MPC                           |
| 310178     | 2011 SK38  | 23 jun 2006 | Palomar          | NEAT                | —         | MPC                           |
| 310179     | 2011 ST39  | 14 dez 2004 | Socorro          | LINEAR              | Mitidika  | MPC                           |
| 310180     | 2011 SB52  | 23 out 2006 | Mount Lemmon     | Mount Lemmon Survey | —         | MPC                           |
| 310181     | 2011 SM57  | 21 set 2000 | Kitt Peak        | Spacewatch          | —         | MPC                           |
| 310182     | 2011 SL65  | 2 out 1997  | Caussols         | ODAS                | —         | MPC                           |
| 310183     | 2011 ST65  | 12 jul 2005 | Jarnac           | Jarnac Obs.         | —         | MPC                           |
| 310184     | 2011 SY67  | 14 mai 2010 | Mount Lemmon     | Mount Lemmon Survey | —         | MPC                           |
| 310185     | 2011 SV80  | 27 ago 2000 | Cerro Tololo     | M. W. Buie          | —         | MPC                           |
| 310186     | 2011 SE81  | 30 dez 2008 | Mount Lemmon     | Mount Lemmon Survey | Brangane  | MPC                           |
| 310187     | 2011 SS88  | 20 mar 1999 | Apache Point     | SDSS                | —         | MPC                           |
| 310188     | 2011 SG92  | 13 ago 2007 | Socorro          | LINEAR              | —         | MPC                           |
| 310189     | 2011 SE105 | 2 jan 2009  | Mount Lemmon     | Mount Lemmon Survey | —         | MPC                           |
| 310190     | 2011 SV106 | 25 nov 2006 | Kitt Peak        | Spacewatch          | —         | MPC                           |
| 310191     | 2011 SR114 | 29 jul 2005 | Palomar          | NEAT                | —         | MPC                           |
| 310192     | 2011 SM115 | 17 mar 2005 | Kitt Peak        | Spacewatch          | —         | MPC                           |
| 310193     | 2011 SF116 | 31 dez 2008 | Kitt Peak        | Spacewatch          | Mitidika  | MPC                           |
| 310194     | 2011 SO116 | 29 set 2000 | Kitt Peak        | Spacewatch          | —         | MPC                           |
| 310195     | 2011 SS119 | 20 abr 1998 | Kitt Peak        | Spacewatch          | —         | MPC                           |
| 310196     | 2011 SB120 | 13 fev 2004 | Kitt Peak        | Spacewatch          | Themis    | MPC                           |
| 310197     | 2011 SN120 | 9 out 1996  | Kitt Peak        | Spacewatch          | —         | MPC                           |
| 310198     | 2011 SU120 | 11 mar 2005 | Kitt Peak        | Spacewatch          | —         | MPC                           |
| 310199     | 2011 SM121 | 28 ago 2006 | Kitt Peak        | Spacewatch          | —         | MPC                           |
| 310200     | 2011 SS125 | 16 jan 2004 | Kitt Peak        | Spacewatch          | —         | MPC                           |

## 310201–310300
| Designação         | Designação | Descoberta  | Descoberta    | Descobridor(es)       | Categoria | Mais informações / Referência |
| Permanente         | Provisória | Data        | Local         | Descobridor(es)       | Categoria | Mais informações / Referência |
| ------------------ | ---------- | ----------- | ------------- | --------------------- | --------- | ----------------------------- |
| 310201             | 2011 SR128 | 13 set 2005 | Kitt Peak     | Spacewatch            | —         | MPC                           |
| 310202             | 2011 SD130 | 28 out 2006 | Mount Lemmon  | Mount Lemmon Survey   | —         | MPC                           |
| 310203             | 2011 SK130 | 12 mar 2002 | Kitt Peak     | Spacewatch            | —         | MPC                           |
| 310204             | 2011 SG132 | 23 set 2005 | Catalina      | CSS                   | —         | MPC                           |
| 310205             | 2011 SK132 | 7 abr 2005  | Kitt Peak     | Spacewatch            | —         | MPC                           |
| 310206             | 2011 SK135 | 10 mar 2005 | Mount Lemmon  | Mount Lemmon Survey   | —         | MPC                           |
| 310207             | 2011 SW164 | 21 set 1998 | Kitt Peak     | Spacewatch            | —         | MPC                           |
| 310208             | 2011 SB165 | 27 set 2000 | Kitt Peak     | Spacewatch            | Mitidika  | MPC                           |
| 310209             | 2011 ST165 | 12 nov 1999 | Kitt Peak     | Spacewatch            | —         | MPC                           |
| 310210             | 2011 SJ172 | 2 fev 2000  | Kitt Peak     | Spacewatch            | —         | MPC                           |
| 310211             | 2011 SB173 | 21 mar 2004 | Kitt Peak     | Spacewatch            | —         | MPC                           |
| 310212             | 2011 SF176 | 19 set 2006 | Kitt Peak     | Spacewatch            | —         | MPC                           |
| 310213             | 2011 SM176 | 29 set 2005 | Catalina      | CSS                   | —         | MPC                           |
| 310214             | 2011 SA180 | 16 nov 2006 | Mount Lemmon  | Mount Lemmon Survey   | Ursula    | MPC                           |
| 310215             | 2011 ST180 | 7 set 2000  | Kitt Peak     | Spacewatch            | —         | MPC                           |
| 310216             | 2011 SF184 | 30 ago 2005 | Kitt Peak     | Spacewatch            | —         | MPC                           |
| 310217             | 2011 SW184 | 4 nov 2004  | Kitt Peak     | Spacewatch            | —         | MPC                           |
| 310218             | 2011 SV190 | 17 nov 1995 | Kitt Peak     | Spacewatch            | —         | MPC                           |
| 310219             | 2011 SS194 | 21 nov 2000 | Socorro       | LINEAR                | —         | MPC                           |
| 310220             | 2011 SS206 | 19 set 2006 | Kitt Peak     | Spacewatch            | —         | MPC                           |
| 310221             | 2011 SZ211 | 7 out 2004  | Kitt Peak     | Spacewatch            | —         | MPC                           |
| 310222             | 2011 SR214 | 10 jan 2002 | Cima Ekar     | ADAS                  | —         | MPC                           |
| 310223             | 2011 SC217 | 19 ago 2006 | Kitt Peak     | Spacewatch            | —         | MPC                           |
| 310224             | 2011 SZ218 | 12 out 1998 | Anderson Mesa | LONEOS                | —         | MPC                           |
| 310225             | 2011 ST219 | 23 mar 2003 | Kitt Peak     | Spacewatch            | Ursula    | MPC                           |
| 310226             | 2011 SU230 | 23 ago 2007 | Kitt Peak     | Spacewatch            | Mitidika  | MPC                           |
| 310227             | 2011 SE232 | 19 fev 2001 | Socorro       | LINEAR                | —         | MPC                           |
| 310228             | 2011 SF233 | 30 abr 2000 | Kitt Peak     | Spacewatch            | —         | MPC                           |
| 310229             | 2011 SP234 | 9 mai 2005  | Mount Lemmon  | Mount Lemmon Survey   | —         | MPC                           |
| 310230             | 2011 SP239 | 2 mar 2006  | Kitt Peak     | Spacewatch            | Mitidika  | MPC                           |
| 310231             | 2011 SC246 | 27 out 2006 | Mount Lemmon  | Mount Lemmon Survey   | —         | MPC                           |
| 310232             | 2011 TO2   | 1 jul 2002  | Palomar       | NEAT                  | —         | MPC                           |
| 310233             | 2011 TF4   | 14 mai 2004 | Kitt Peak     | Spacewatch            | —         | MPC                           |
| 310234             | 2011 TS5   | 13 set 2005 | Catalina      | CSS                   | —         | MPC                           |
| 310235             | 2011 TA9   | 3 mar 2000  | Apache Point  | SDSS                  | —         | MPC                           |
| 310236             | 2011 TT15  | 11 fev 2004 | Kitt Peak     | Spacewatch            | —         | MPC                           |
| 310237             | 2011 UP    | 23 mar 2003 | Apache Point  | SDSS                  | —         | MPC                           |
| 310238             | 2011 UU1   | 25 abr 2003 | Kitt Peak     | Spacewatch            | —         | MPC                           |
| 310239             | 2011 UJ2   | 21 ago 2006 | Kitt Peak     | Spacewatch            | —         | MPC                           |
| 310240             | 2011 UR2   | 17 dez 2003 | Socorro       | LINEAR                | Juno      | MPC                           |
| 310241             | 2011 UA3   | 31 ago 2005 | Palomar       | NEAT                  | —         | MPC                           |
| 310242             | 2011 UD6   | 30 jan 2004 | Kitt Peak     | Spacewatch            | —         | MPC                           |
| 310243             | 2011 UE6   | 11 out 1977 | Palomar       | PLS                   | —         | MPC                           |
| 310244             | 2011 UN7   | 11 set 2007 | Kitt Peak     | Spacewatch            | —         | MPC                           |
| 310245             | 2011 UY7   | 12 set 2001 | Socorro       | LINEAR                | —         | MPC                           |
| 310246             | 2011 UV8   | 17 out 1995 | Kitt Peak     | Spacewatch            | —         | MPC                           |
| 310247             | 2011 UW12  | 28 set 2000 | Kitt Peak     | Spacewatch            | Ursula    | MPC                           |
| 310248             | 2011 UY12  | 4 mai 2005  | Mount Lemmon  | Mount Lemmon Survey   | —         | MPC                           |
| 310249             | 2011 UN17  | 7 nov 2007  | Kitt Peak     | Spacewatch            | —         | MPC                           |
| 310250             | 2011 UB18  | 27 mar 2000 | Kitt Peak     | Spacewatch            | —         | MPC                           |
| 310251             | 2011 UQ18  | 19 nov 1998 | Anderson Mesa | LONEOS                | —         | MPC                           |
| 310252             | 2011 UV20  | 30 out 2002 | Apache Point  | SDSS                  | —         | MPC                           |
| 310253             | 2011 US25  | 4 jul 2002  | Kitt Peak     | Spacewatch            | —         | MPC                           |
| 310254             | 2011 UH26  | 13 set 2005 | Catalina      | CSS                   | —         | MPC                           |
| 310255             | 2011 UL26  | 19 jan 2004 | Kitt Peak     | Spacewatch            | —         | MPC                           |
| 310256             | 2011 UF29  | 30 jul 2005 | Palomar       | NEAT                  | —         | MPC                           |
| 310257             | 2011 UM30  | 15 jul 2007 | Siding Spring | SSS                   | —         | MPC                           |
| 310258             | 2011 UZ30  | 10 set 2002 | Palomar       | NEAT                  | Phocaea   | MPC                           |
| 310259             | 2011 UF31  | 16 nov 2006 | Mount Lemmon  | Mount Lemmon Survey   | Brangane  | MPC                           |
| 310260             | 2011 UV31  | 14 dez 2006 | Eskridge      | D. Tibbets            | —         | MPC                           |
| 310261             | 2011 UP32  | 25 nov 2006 | Kitt Peak     | Spacewatch            | —         | MPC                           |
| 310262             | 2011 UA33  | 4 nov 2007  | Kitt Peak     | Spacewatch            | —         | MPC                           |
| 310263             | 2011 UQ35  | 31 ago 2000 | Socorro       | LINEAR                | —         | MPC                           |
| 310264             | 2011 UU36  | 26 set 2002 | Palomar       | NEAT                  | —         | MPC                           |
| 310265             | 2011 UA38  | 18 set 2006 | Kitt Peak     | Spacewatch            | —         | MPC                           |
| 310266             | 2011 UV41  | 26 set 2006 | Kitt Peak     | Spacewatch            | —         | MPC                           |
| 310267             | 2011 UX41  | 19 nov 2006 | Kitt Peak     | Spacewatch            | —         | MPC                           |
| 310268             | 2011 UV47  | 21 set 2000 | Anderson Mesa | LONEOS                | —         | MPC                           |
| 310269             | 2011 UV48  | 20 mai 2006 | Kitt Peak     | Spacewatch            | —         | MPC                           |
| 310270             | 2011 UM49  | 28 set 2006 | Kitt Peak     | Spacewatch            | —         | MPC                           |
| 310271             | 2011 UA50  | 7 set 2000  | Kitt Peak     | Spacewatch            | Mitidika  | MPC                           |
| 310272             | 2011 UJ52  | 13 dez 2006 | Kitt Peak     | Spacewatch            | Ursula    | MPC                           |
| 310273 Paulsmeyers | 2011 UT52  | 8 set 2004  | Uccle         | T. Pauwels, P. De Cat | —         | MPC                           |
| 310274             | 2011 UW54  | 28 out 2006 | Catalina      | CSS                   | —         | MPC                           |
| 310275             | 2011 UF55  | 20 nov 2004 | Kitt Peak     | Spacewatch            | —         | MPC                           |
| 310276             | 2011 US56  | 15 out 2006 | Kitt Peak     | Spacewatch            | Brangane  | MPC                           |
| 310277             | 2011 UY57  | 21 out 2006 | Mount Lemmon  | Mount Lemmon Survey   | —         | MPC                           |
| 310278             | 2011 UQ59  | 17 fev 2004 | Kitt Peak     | Spacewatch            | —         | MPC                           |
| 310279             | 2011 UT61  | 18 fev 2004 | Kitt Peak     | Spacewatch            | —         | MPC                           |
| 310280             | 2011 UN62  | 25 abr 2007 | Mount Lemmon  | Mount Lemmon Survey   | —         | MPC                           |
| 310281             | 2011 UL64  | 1 out 2000  | Socorro       | LINEAR                | —         | MPC                           |
| 310282             | 2011 UV64  | 29 out 2003 | Kitt Peak     | Spacewatch            | —         | MPC                           |
| 310283             | 2011 UV66  | 27 mar 2003 | Palomar       | NEAT                  | —         | MPC                           |
| 310284             | 2011 UJ72  | 21 set 2000 | Kitt Peak     | Spacewatch            | —         | MPC                           |
| 310285             | 2011 UZ72  | 4 out 2004  | Kitt Peak     | Spacewatch            | —         | MPC                           |
| 310286             | 2011 UF76  | 17 nov 2006 | Kitt Peak     | Spacewatch            | —         | MPC                           |
| 310287             | 2011 UZ77  | 2 nov 2007  | Kitt Peak     | Spacewatch            | —         | MPC                           |
| 310288             | 2011 UB78  | 3 dez 2002  | Palomar       | NEAT                  | —         | MPC                           |
| 310289             | 2011 US78  | 2 out 2006  | Kitt Peak     | Spacewatch            | —         | MPC                           |
| 310290             | 2011 UG80  | 24 mar 2003 | Kitt Peak     | Spacewatch            | —         | MPC                           |
| 310291             | 2011 UJ80  | 1 nov 2000  | Socorro       | LINEAR                | —         | MPC                           |
| 310292             | 2011 UM81  | 11 abr 2005 | Mount Lemmon  | Mount Lemmon Survey   | —         | MPC                           |
| 310293             | 2011 UR82  | 7 fev 2002  | Palomar       | NEAT                  | Ursula    | MPC                           |
| 310294             | 2011 UV82  | 13 jan 2002 | Kitt Peak     | Spacewatch            | —         | MPC                           |
| 310295             | 2011 UF83  | 26 mar 2003 | Kitt Peak     | Spacewatch            | —         | MPC                           |
| 310296             | 2011 UJ83  | 13 out 1998 | Kitt Peak     | Spacewatch            | —         | MPC                           |
| 310297             | 2011 UC84  | 14 set 2002 | Palomar       | NEAT                  | —         | MPC                           |
| 310298             | 2011 UA86  | 5 abr 2003  | Kitt Peak     | Spacewatch            | —         | MPC                           |
| 310299             | 2011 UU90  | 10 out 2004 | Kitt Peak     | Spacewatch            | —         | MPC                           |
| 310300             | 2011 UL94  | 10 nov 2004 | Kitt Peak     | Spacewatch            | —         | MPC                           |

## 310301–310400
| Designação | Designação | Descoberta  | Descoberta    | Descobridor(es)     | Categoria | Mais informações / Referência |
| Permanente | Provisória | Data        | Local         | Descobridor(es)     | Categoria | Mais informações / Referência |
| ---------- | ---------- | ----------- | ------------- | ------------------- | --------- | ----------------------------- |
| 310301     | 2011 UK95  | 13 set 1996 | Kitt Peak     | Spacewatch          | Chloris   | MPC                           |
| 310302     | 2011 UX95  | 25 abr 2000 | Kitt Peak     | Spacewatch          | Themis    | MPC                           |
| 310303     | 2011 UN103 | 19 set 1973 | Palomar       | PLS                 | —         | MPC                           |
| 310304     | 2011 UM105 | 4 mar 2005  | Mount Lemmon  | Mount Lemmon Survey | —         | MPC                           |
| 310305     | 2011 UY105 | 24 set 1995 | Kitt Peak     | Spacewatch          | —         | MPC                           |
| 310306     | 2011 UE107 | 1 nov 2000  | Socorro       | LINEAR              | —         | MPC                           |
| 310307     | 2011 UD108 | 3 out 2002  | Socorro       | LINEAR              | —         | MPC                           |
| 310308     | 2011 UH112 | 2 dez 2008  | Kitt Peak     | Spacewatch          | —         | MPC                           |
| 310309     | 2011 UT112 | 24 abr 2009 | Mount Lemmon  | Mount Lemmon Survey | —         | MPC                           |
| 310310     | 2011 UO113 | 19 out 2007 | Catalina      | CSS                 | —         | MPC                           |
| 310311     | 2011 UD114 | 13 set 2007 | Mount Lemmon  | Mount Lemmon Survey | Mitidika  | MPC                           |
| 310312     | 2011 UZ121 | 9 fev 2008  | Mount Lemmon  | Mount Lemmon Survey | Ursula    | MPC                           |
| 310313     | 2011 UD125 | 8 set 2004  | Socorro       | LINEAR              | —         | MPC                           |
| 310314     | 2011 UG127 | 10 mar 2003 | Anderson Mesa | LONEOS              | —         | MPC                           |
| 310315     | 2011 UN127 | 28 out 2005 | Catalina      | CSS                 | —         | MPC                           |
| 310316     | 2011 UQ131 | 20 nov 2004 | Kitt Peak     | Spacewatch          | —         | MPC                           |
| 310317     | 2011 UN134 | 9 nov 2007  | Kitt Peak     | Spacewatch          | —         | MPC                           |
| 310318     | 2011 UP134 | 17 set 2006 | Anderson Mesa | LONEOS              | —         | MPC                           |
| 310319     | 2011 UC141 | 28 mai 2000 | Socorro       | LINEAR              | —         | MPC                           |
| 310320     | 2011 UO149 | 23 out 1997 | Kitt Peak     | Spacewatch          | —         | MPC                           |
| 310321     | 2011 UW157 | 9 fev 2005  | Kitt Peak     | Spacewatch          | Mitidika  | MPC                           |
| 310322     | 2011 UP160 | 4 out 2005  | Catalina      | CSS                 | —         | MPC                           |
| 310323     | 2011 UW160 | 16 abr 2005 | Kitt Peak     | Spacewatch          | —         | MPC                           |
| 310324     | 2011 UD161 | 25 abr 2003 | Kitt Peak     | Spacewatch          | —         | MPC                           |
| 310325     | 2011 UT161 | 5 set 2002  | Socorro       | LINEAR              | —         | MPC                           |
| 310326     | 2011 UO164 | 10 fev 2002 | Socorro       | LINEAR              | —         | MPC                           |
| 310327     | 2011 UX177 | 9 out 2004  | Kitt Peak     | Spacewatch          | —         | MPC                           |
| 310328     | 2011 UA178 | 16 nov 2000 | Kitt Peak     | Spacewatch          | Mitidika  | MPC                           |
| 310329     | 2011 UW178 | 18 set 2006 | Catalina      | CSS                 | —         | MPC                           |
| 310330     | 2011 UJ180 | 12 mai 2004 | Siding Spring | SSS                 | —         | MPC                           |
| 310331     | 2011 UQ180 | 1 fev 2000  | Kitt Peak     | Spacewatch          | —         | MPC                           |
| 310332     | 2011 UP181 | 13 ago 2002 | Palomar       | NEAT                | —         | MPC                           |
| 310333     | 2011 UO182 | 9 out 2004  | Anderson Mesa | LONEOS              | —         | MPC                           |
| 310334     | 2011 UL183 | 3 mai 2009  | Kitt Peak     | Spacewatch          | —         | MPC                           |
| 310335     | 2011 UT191 | 2 fev 2006  | Kitt Peak     | Spacewatch          | —         | MPC                           |
| 310336     | 2011 UZ195 | 21 jul 2004 | Siding Spring | SSS                 | Ursula    | MPC                           |
| 310337     | 2011 UC197 | 25 set 2005 | Catalina      | CSS                 | —         | MPC                           |
| 310338     | 2011 UW200 | 11 ago 1997 | Kitt Peak     | Spacewatch          | —         | MPC                           |
| 310339     | 2011 UZ200 | 10 set 2007 | Catalina      | CSS                 | Mitidika  | MPC                           |
| 310340     | 2011 UJ202 | 30 abr 2004 | Kitt Peak     | Spacewatch          | —         | MPC                           |
| 310341     | 2011 UJ206 | 30 abr 2005 | Kitt Peak     | Spacewatch          | —         | MPC                           |
| 310342     | 2011 UW206 | 30 set 2005 | Mauna Kea     | A. Boattini         | —         | MPC                           |
| 310343     | 2011 UU216 | 24 jun 1997 | Caussols      | ODAS                | —         | MPC                           |
| 310344     | 2011 UP239 | 9 ago 2007  | Kitt Peak     | Spacewatch          | Mitidika  | MPC                           |
| 310345     | 2011 UV241 | 30 set 2005 | Anderson Mesa | LONEOS              | —         | MPC                           |
| 310346     | 2011 UL244 | 14 set 2002 | Haleakala     | NEAT                | —         | MPC                           |
| 310347     | 2011 UL245 | 4 dez 2000  | Haleakala     | NEAT                | —         | MPC                           |
| 310348     | 2011 UQ247 | 22 set 2000 | Kitt Peak     | Spacewatch          | —         | MPC                           |
| 310349     | 2011 UQ249 | 8 ago 2002  | Palomar       | NEAT                | —         | MPC                           |
| 310350     | 2011 UY250 | 16 nov 2006 | Kitt Peak     | Spacewatch          | —         | MPC                           |
| 310351     | 2011 UL254 | 3 nov 2000  | Kitt Peak     | Spacewatch          | —         | MPC                           |
| 310352     | 2011 UW254 | 11 nov 2007 | Mount Lemmon  | Mount Lemmon Survey | Brangane  | MPC                           |
| 310353     | 2011 UQ257 | 15 set 2006 | Kitt Peak     | Spacewatch          | —         | MPC                           |
| 310354     | 2011 UD259 | 2 out 2002  | Kvistaberg    | Kvistaberg Obs.     | —         | MPC                           |
| 310355     | 2011 UY263 | 4 mai 2005  | Kitt Peak     | Spacewatch          | —         | MPC                           |
| 310356     | 2011 UM264 | 8 ago 2007  | Socorro       | LINEAR              | —         | MPC                           |
| 310357     | 2011 UE266 | 8 out 2005  | Junk Bond     | D. Healy            | —         | MPC                           |
| 310358     | 2011 UH270 | 24 mai 2006 | Mount Lemmon  | Mount Lemmon Survey | Eos       | MPC                           |
| 310359     | 2011 UQ274 | 30 set 2005 | Anderson Mesa | LONEOS              | —         | MPC                           |
| 310360     | 2011 UL280 | 25 nov 2006 | Mount Lemmon  | Mount Lemmon Survey | —         | MPC                           |
| 310361     | 2011 UE281 | 22 jan 1998 | Kitt Peak     | Spacewatch          | —         | MPC                           |
| 310362     | 2011 UE288 | 13 nov 1998 | Caussols      | ODAS                | Phocaea   | MPC                           |
| 310363     | 2011 UX334 | 14 abr 2010 | Mount Lemmon  | Mount Lemmon Survey | —         | MPC                           |
| 310364     | 2011 UH335 | 9 fev 2005  | Mount Lemmon  | Mount Lemmon Survey | —         | MPC                           |
| 310365     | 2011 UN335 | 19 dez 2003 | Socorro       | LINEAR              | —         | MPC                           |
| 310366     | 2011 UQ335 | 26 mar 2003 | Palomar       | NEAT                | —         | MPC                           |
| 310367     | 2011 UT335 | 21 out 1995 | Kitt Peak     | Spacewatch          | —         | MPC                           |
| 310368     | 2011 UQ336 | 16 fev 2004 | Kitt Peak     | Spacewatch          | —         | MPC                           |
| 310369     | 2011 UE337 | 17 out 2006 | Catalina      | CSS                 | —         | MPC                           |
| 310370     | 2011 UF337 | 1 out 2000  | Socorro       | LINEAR              | —         | MPC                           |
| 310371     | 2011 UM337 | 11 out 2001 | Palomar       | NEAT                | —         | MPC                           |
| 310372     | 2011 UM338 | 16 jul 2002 | Palomar       | NEAT                | —         | MPC                           |
| 310373     | 2718 P-L   | 24 set 1960 | Palomar       | PLS                 | —         | MPC                           |
| 310374     | 1046 T-2   | 29 set 1973 | Palomar       | PLS                 | —         | MPC                           |
| 310375     | 2639 T-3   | 16 out 1977 | Palomar       | PLS                 | —         | MPC                           |
| 310376     | 3318 T-3   | 16 out 1977 | Palomar       | PLS                 | —         | MPC                           |
| 310377     | 1993 UK5   | 20 out 1993 | La Silla      | E. W. Elst          | —         | MPC                           |
| 310378     | 1994 EM8   | 6 mar 1994  | Kitt Peak     | Spacewatch          | —         | MPC                           |
| 310379     | 1994 NZ    | 4 jul 1994  | Palomar       | E. F. Helin         | —         | MPC                           |
| 310380     | 1994 RS8   | 12 set 1994 | Kitt Peak     | Spacewatch          | —         | MPC                           |
| 310381     | 1994 SV5   | 28 set 1994 | Kitt Peak     | Spacewatch          | —         | MPC                           |
| 310382     | 1995 QD6   | 22 ago 1995 | Kitt Peak     | Spacewatch          | Vesta     | MPC                           |
| 310383     | 1995 SM    | 17 set 1995 | Ondřejov      | M. Wolf             | —         | MPC                           |
| 310384     | 1995 SQ21  | 19 set 1995 | Kitt Peak     | Spacewatch          | —         | MPC                           |
| 310385     | 1995 SH43  | 25 set 1995 | Kitt Peak     | Spacewatch          | Mitidika  | MPC                           |
| 310386     | 1996 XC4   | 4 dez 1996  | Kitt Peak     | Spacewatch          | —         | MPC                           |
| 310387     | 1997 WT11  | 22 nov 1997 | Kitt Peak     | Spacewatch          | —         | MPC                           |
| 310388     | 1997 YY15  | 29 dez 1997 | Kitt Peak     | Spacewatch          | —         | MPC                           |
| 310389     | 1998 DO19  | 24 fev 1998 | Kitt Peak     | Spacewatch          | —         | MPC                           |
| 310390     | 1998 HC2   | 17 abr 1998 | Modra         | A. Galád, A. Pravda | —         | MPC                           |
| 310391     | 1998 HK156 | 21 abr 1998 | Socorro       | LINEAR              | —         | MPC                           |
| 310392     | 1998 MU16  | 27 jun 1998 | Kitt Peak     | Spacewatch          | —         | MPC                           |
| 310393     | 1998 RU3   | 14 set 1998 | Socorro       | LINEAR              | —         | MPC                           |
| 310394     | 1998 RO47  | 14 set 1998 | Socorro       | LINEAR              | —         | MPC                           |
| 310395     | 1998 TM15  | 14 out 1998 | Caussols      | ODAS                | —         | MPC                           |
| 310396     | 1998 VS40  | 14 nov 1998 | Kitt Peak     | Spacewatch          | —         | MPC                           |
| 310397     | 1998 WF37  | 15 nov 1998 | Kitt Peak     | Spacewatch          | Vesta     | MPC                           |
| 310398     | 1999 AA3   | 9 jan 1999  | Kitt Peak     | Spacewatch          | —         | MPC                           |
| 310399     | 1999 CC7   | 10 fev 1999 | Socorro       | LINEAR              | —         | MPC                           |
| 310400     | 1999 CW29  | 10 fev 1999 | Socorro       | LINEAR              | —         | MPC                           |

## 310401–310500
| Designação | Designação | Descoberta  | Descoberta    | Descobridor(es)      | Categoria | Mais informações / Referência |
| Permanente | Provisória | Data        | Local         | Descobridor(es)      | Categoria | Mais informações / Referência |
| ---------- | ---------- | ----------- | ------------- | -------------------- | --------- | ----------------------------- |
| 310401     | 1999 CW79  | 12 fev 1999 | Socorro       | LINEAR               | —         | MPC                           |
| 310402     | 1999 EE5   | 15 mar 1999 | Socorro       | LINEAR               | —         | MPC                           |
| 310403     | 1999 LF    | 4 jun 1999  | Catalina      | CSS                  | —         | MPC                           |
| 310404     | 1999 RL1   | 5 set 1999  | Catalina      | CSS                  | —         | MPC                           |
| 310405     | 1999 RR37  | 10 set 1999 | Kitt Peak     | Spacewatch           | —         | MPC                           |
| 310406     | 1999 RL198 | 9 set 1999  | Socorro       | LINEAR               | —         | MPC                           |
| 310407     | 1999 ST22  | 30 set 1999 | Catalina      | CSS                  | —         | MPC                           |
| 310408     | 1999 TG43  | 3 out 1999  | Kitt Peak     | Spacewatch           | —         | MPC                           |
| 310409     | 1999 TG78  | 11 out 1999 | Kitt Peak     | Spacewatch           | Ursula    | MPC                           |
| 310410     | 1999 TO80  | 11 out 1999 | Kitt Peak     | Spacewatch           | —         | MPC                           |
| 310411     | 1999 TO125 | 4 out 1999  | Socorro       | LINEAR               | —         | MPC                           |
| 310412     | 1999 TE129 | 6 out 1999  | Socorro       | LINEAR               | —         | MPC                           |
| 310413     | 1999 TN150 | 7 out 1999  | Socorro       | LINEAR               | —         | MPC                           |
| 310414     | 1999 TS150 | 7 out 1999  | Socorro       | LINEAR               | —         | MPC                           |
| 310415     | 1999 TW175 | 10 out 1999 | Socorro       | LINEAR               | —         | MPC                           |
| 310416     | 1999 TT202 | 13 out 1999 | Socorro       | LINEAR               | —         | MPC                           |
| 310417     | 1999 TK293 | 12 out 1999 | Socorro       | LINEAR               | —         | MPC                           |
| 310418     | 1999 UX28  | 31 out 1999 | Kitt Peak     | Spacewatch           | —         | MPC                           |
| 310419     | 1999 UO33  | 31 out 1999 | Kitt Peak     | Spacewatch           | —         | MPC                           |
| 310420     | 1999 VV3   | 1 nov 1999  | Kitt Peak     | Spacewatch           | —         | MPC                           |
| 310421     | 1999 VD80  | 4 nov 1999  | Socorro       | LINEAR               | Mitidika  | MPC                           |
| 310422     | 1999 VK98  | 29 out 1999 | Kitt Peak     | Spacewatch           | —         | MPC                           |
| 310423     | 1999 VA104 | 9 nov 1999  | Socorro       | LINEAR               | —         | MPC                           |
| 310424     | 1999 VX120 | 4 nov 1999  | Kitt Peak     | Spacewatch           | —         | MPC                           |
| 310425     | 1999 VV135 | 9 nov 1999  | Socorro       | LINEAR               | —         | MPC                           |
| 310426     | 1999 VU154 | 12 nov 1999 | Kitt Peak     | Spacewatch           | —         | MPC                           |
| 310427     | 1999 VA186 | 15 nov 1999 | Socorro       | LINEAR               | —         | MPC                           |
| 310428     | 1999 WV18  | 30 nov 1999 | Kitt Peak     | Spacewatch           | —         | MPC                           |
| 310429     | 1999 XP19  | 5 dez 1999  | Socorro       | LINEAR               | —         | MPC                           |
| 310430     | 1999 XK139 | 2 dez 1999  | Kitt Peak     | Spacewatch           | —         | MPC                           |
| 310431     | 1999 XT218 | 15 dez 1999 | Kitt Peak     | Spacewatch           | —         | MPC                           |
| 310432     | 1999 XN226 | 14 dez 1999 | Kitt Peak     | Spacewatch           | Vesta     | MPC                           |
| 310433     | 2000 AH1   | 13 jan 2000 | Kitt Peak     | Spacewatch           | Vesta     | MPC                           |
| 310434     | 2000 AP146 | 7 jan 2000  | Socorro       | LINEAR               | —         | MPC                           |
| 310435     | 2000 AV156 | 3 jan 2000  | Socorro       | LINEAR               | —         | MPC                           |
| 310436     | 2000 AB169 | 7 jan 2000  | Socorro       | LINEAR               | —         | MPC                           |
| 310437     | 2000 AZ206 | 3 jan 2000  | Kitt Peak     | Spacewatch           | —         | MPC                           |
| 310438     | 2000 AS234 | 5 jan 2000  | Socorro       | LINEAR               | —         | MPC                           |
| 310439     | 2000 AT253 | 7 jan 2000  | Kitt Peak     | Spacewatch           | Vesta     | MPC                           |
| 310440     | 2000 BL2   | 25 jan 2000 | Socorro       | LINEAR               | —         | MPC                           |
| 310441     | 2000 BH34  | 30 jan 2000 | Catalina      | CSS                  | —         | MPC                           |
| 310442     | 2000 CH59  | 6 fev 2000  | Socorro       | LINEAR               | —         | MPC                           |
| 310443     | 2000 CF111 | 6 fev 2000  | Kitt Peak     | M. W. Buie           | —         | MPC                           |
| 310444     | 2000 DV32  | 29 fev 2000 | Socorro       | LINEAR               | —         | MPC                           |
| 310445     | 2000 DH100 | 29 fev 2000 | Socorro       | LINEAR               | —         | MPC                           |
| 310446     | 2000 GR163 | 10 abr 2000 | Haleakala     | NEAT                 | —         | MPC                           |
| 310447     | 2000 HL59  | 25 abr 2000 | Anderson Mesa | LONEOS               | —         | MPC                           |
| 310448     | 2000 JS9   | 3 mai 2000  | Socorro       | LINEAR               | —         | MPC                           |
| 310449     | 2000 LC3   | 4 jun 2000  | Modra         | L. Kornoš, P. Kolény | —         | MPC                           |
| 310450     | 2000 LV29  | 5 jun 2000  | Kitt Peak     | Spacewatch           | —         | MPC                           |
| 310451     | 2000 PT27  | 9 ago 2000  | Socorro       | LINEAR               | —         | MPC                           |
| 310452     | 2000 QT6   | 23 ago 2000 | Reedy Creek   | J. Broughton         | —         | MPC                           |
| 310453     | 2000 QX20  | 24 ago 2000 | Socorro       | LINEAR               | —         | MPC                           |
| 310454     | 2000 QQ41  | 24 ago 2000 | Socorro       | LINEAR               | —         | MPC                           |
| 310455     | 2000 QR43  | 24 ago 2000 | Socorro       | LINEAR               | —         | MPC                           |
| 310456     | 2000 QM147 | 26 ago 2000 | Socorro       | LINEAR               | —         | MPC                           |
| 310457     | 2000 QU147 | 31 ago 2000 | Socorro       | LINEAR               | —         | MPC                           |
| 310458     | 2000 QA180 | 28 ago 2000 | Socorro       | LINEAR               | —         | MPC                           |
| 310459     | 2000 QS216 | 31 ago 2000 | Socorro       | LINEAR               | —         | MPC                           |
| 310460     | 2000 QA228 | 31 ago 2000 | Socorro       | LINEAR               | —         | MPC                           |
| 310461     | 2000 QD228 | 31 ago 2000 | Socorro       | LINEAR               | —         | MPC                           |
| 310462     | 2000 QW254 | 20 ago 2000 | Kitt Peak     | Spacewatch           | —         | MPC                           |
| 310463     | 2000 RE40  | 3 set 2000  | Socorro       | LINEAR               | —         | MPC                           |
| 310464     | 2000 SF    | 18 set 2000 | Socorro       | LINEAR               | —         | MPC                           |
| 310465     | 2000 ST9   | 23 set 2000 | Socorro       | LINEAR               | —         | MPC                           |
| 310466     | 2000 ST12  | 20 set 2000 | Socorro       | LINEAR               | —         | MPC                           |
| 310467     | 2000 SB24  | 24 set 2000 | Socorro       | LINEAR               | —         | MPC                           |
| 310468     | 2000 SK51  | 23 set 2000 | Socorro       | LINEAR               | —         | MPC                           |
| 310469     | 2000 SV53  | 24 set 2000 | Socorro       | LINEAR               | —         | MPC                           |
| 310470     | 2000 SX86  | 24 set 2000 | Socorro       | LINEAR               | —         | MPC                           |
| 310471     | 2000 SS102 | 24 set 2000 | Socorro       | LINEAR               | —         | MPC                           |
| 310472     | 2000 SA129 | 25 set 2000 | Socorro       | LINEAR               | —         | MPC                           |
| 310473     | 2000 SA133 | 23 set 2000 | Socorro       | LINEAR               | —         | MPC                           |
| 310474     | 2000 SL133 | 23 set 2000 | Socorro       | LINEAR               | —         | MPC                           |
| 310475     | 2000 SV167 | 23 set 2000 | Socorro       | LINEAR               | —         | MPC                           |
| 310476     | 2000 SU168 | 23 set 2000 | Socorro       | LINEAR               | —         | MPC                           |
| 310477     | 2000 SG211 | 25 set 2000 | Socorro       | LINEAR               | —         | MPC                           |
| 310478     | 2000 SY242 | 24 set 2000 | Socorro       | LINEAR               | —         | MPC                           |
| 310479     | 2000 SK245 | 24 set 2000 | Socorro       | LINEAR               | —         | MPC                           |
| 310480     | 2000 SB246 | 24 set 2000 | Socorro       | LINEAR               | —         | MPC                           |
| 310481     | 2000 SA248 | 21 set 2000 | Anderson Mesa | LONEOS               | —         | MPC                           |
| 310482     | 2000 SX280 | 26 set 2000 | Socorro       | LINEAR               | —         | MPC                           |
| 310483     | 2000 SZ289 | 27 set 2000 | Socorro       | LINEAR               | —         | MPC                           |
| 310484     | 2000 SZ302 | 28 set 2000 | Socorro       | LINEAR               | —         | MPC                           |
| 310485     | 2000 SD344 | 22 set 2000 | Haleakalā     | NEAT                 | —         | MPC                           |
| 310486     | 2000 SB361 | 23 set 2000 | Anderson Mesa | LONEOS               | —         | MPC                           |
| 310487     | 2000 SB362 | 23 set 2000 | Anderson Mesa | LONEOS               | —         | MPC                           |
| 310488     | 2000 TV30  | 3 out 2000  | Kitt Peak     | Spacewatch           | —         | MPC                           |
| 310489     | 2000 TD62  | 2 out 2000  | Anderson Mesa | LONEOS               | —         | MPC                           |
| 310490     | 2000 UR1   | 19 out 2000 | Kitt Peak     | Spacewatch           | —         | MPC                           |
| 310491     | 2000 UT12  | 25 out 2000 | Socorro       | LINEAR               | —         | MPC                           |
| 310492     | 2000 UK26  | 24 out 2000 | Socorro       | LINEAR               | —         | MPC                           |
| 310493     | 2000 UZ30  | 29 out 2000 | Kitt Peak     | Spacewatch           | —         | MPC                           |
| 310494     | 2000 UC34  | 24 out 2000 | Socorro       | LINEAR               | —         | MPC                           |
| 310495     | 2000 UD36  | 24 out 2000 | Socorro       | LINEAR               | —         | MPC                           |
| 310496     | 2000 UY72  | 25 out 2000 | Socorro       | LINEAR               | —         | MPC                           |
| 310497     | 2000 UJ83  | 30 out 2000 | Socorro       | LINEAR               | —         | MPC                           |
| 310498     | 2000 UJ93  | 25 out 2000 | Socorro       | LINEAR               | —         | MPC                           |
| 310499     | 2000 UV114 | 25 out 2000 | Socorro       | LINEAR               | —         | MPC                           |
| 310500     | 2000 VM21  | 1 nov 2000  | Socorro       | LINEAR               | —         | MPC                           |

## 310501–310600
| Designação | Designação | Descoberta  | Descoberta      | Descobridor(es)       | Categoria | Mais informações / Referência |
| Permanente | Provisória | Data        | Local           | Descobridor(es)       | Categoria | Mais informações / Referência |
| ---------- | ---------- | ----------- | --------------- | --------------------- | --------- | ----------------------------- |
| 310501     | 2000 VG56  | 3 nov 2000  | Socorro         | LINEAR                | —         | MPC                           |
| 310502     | 2000 WN7   | 20 nov 2000 | Socorro         | LINEAR                | —         | MPC                           |
| 310503     | 2000 WZ15  | 21 nov 2000 | Socorro         | LINEAR                | —         | MPC                           |
| 310504     | 2000 WN16  | 21 nov 2000 | Socorro         | LINEAR                | —         | MPC                           |
| 310505     | 2000 WA17  | 21 nov 2000 | Socorro         | LINEAR                | —         | MPC                           |
| 310506     | 2000 WL27  | 25 nov 2000 | Kitt Peak       | Spacewatch            | Mitidika  | MPC                           |
| 310507     | 2000 WU56  | 21 nov 2000 | Socorro         | LINEAR                | —         | MPC                           |
| 310508     | 2000 WP75  | 20 nov 2000 | Socorro         | LINEAR                | —         | MPC                           |
| 310509     | 2000 WF102 | 26 nov 2000 | Socorro         | LINEAR                | —         | MPC                           |
| 310510     | 2000 WV112 | 20 nov 2000 | Socorro         | LINEAR                | —         | MPC                           |
| 310511     | 2000 WG147 | 29 nov 2000 | Haleakala       | NEAT                  | —         | MPC                           |
| 310512     | 2000 WL148 | 29 nov 2000 | Kitt Peak       | Spacewatch            | —         | MPC                           |
| 310513     | 2000 WF174 | 26 nov 2000 | Socorro         | LINEAR                | —         | MPC                           |
| 310514     | 2000 XK15  | 5 dez 2000  | Bohyunsan       | Y.-B. Jeon, B.-C. Lee | —         | MPC                           |
| 310515     | 2000 XS18  | 4 dez 2000  | Socorro         | LINEAR                | —         | MPC                           |
| 310516     | 2000 XW22  | 4 dez 2000  | Socorro         | LINEAR                | —         | MPC                           |
| 310517     | 2000 XS48  | 4 dez 2000  | Socorro         | LINEAR                | —         | MPC                           |
| 310518     | 2000 YF13  | 21 dez 2000 | Kitt Peak       | Spacewatch            | —         | MPC                           |
| 310519     | 2000 YW32  | 30 dez 2000 | Socorro         | LINEAR                | —         | MPC                           |
| 310520     | 2000 YH38  | 30 dez 2000 | Socorro         | LINEAR                | —         | MPC                           |
| 310521     | 2000 YC57  | 30 dez 2000 | Socorro         | LINEAR                | —         | MPC                           |
| 310522     | 2000 YS66  | 30 dez 2000 | Socorro         | LINEAR                | —         | MPC                           |
| 310523     | 2000 YA115 | 30 dez 2000 | Socorro         | LINEAR                | —         | MPC                           |
| 310524     | 2000 YZ127 | 29 dez 2000 | Kitt Peak       | Spacewatch            | —         | MPC                           |
| 310525     | 2000 YY128 | 29 dez 2000 | Haleakala       | NEAT                  | —         | MPC                           |
| 310526     | 2000 YW133 | 31 dez 2000 | Kitt Peak       | Spacewatch            | —         | MPC                           |
| 310527     | 2001 AP1   | 2 jan 2001  | Socorro         | LINEAR                | —         | MPC                           |
| 310528     | 2001 AB6   | 2 jan 2001  | Socorro         | LINEAR                | Mitidika  | MPC                           |
| 310529     | 2001 BO7   | 19 jan 2001 | Socorro         | LINEAR                | —         | MPC                           |
| 310530     | 2001 BD8   | 19 jan 2001 | Socorro         | LINEAR                | —         | MPC                           |
| 310531     | 2001 BC11  | 16 jan 2001 | Haleakala       | NEAT                  | —         | MPC                           |
| 310532     | 2001 BB18  | 19 jan 2001 | Socorro         | LINEAR                | —         | MPC                           |
| 310533     | 2001 BN33  | 20 jan 2001 | Socorro         | LINEAR                | —         | MPC                           |
| 310534     | 2001 BC35  | 20 jan 2001 | Socorro         | LINEAR                | —         | MPC                           |
| 310535     | 2001 BJ43  | 19 jan 2001 | Socorro         | LINEAR                | —         | MPC                           |
| 310536     | 2001 BT50  | 27 jan 2001 | Ondřejov        | P. Kušnirák           | —         | MPC                           |
| 310537     | 2001 BN52  | 17 jan 2001 | Kitt Peak       | Spacewatch            | —         | MPC                           |
| 310538     | 2001 BG83  | 18 jan 2001 | Socorro         | LINEAR                | —         | MPC                           |
| 310539     | 2001 CH22  | 1 fev 2001  | Anderson Mesa   | LONEOS                | —         | MPC                           |
| 310540     | 2001 CC28  | 2 fev 2001  | Anderson Mesa   | LONEOS                | —         | MPC                           |
| 310541     | 2001 DT3   | 16 fev 2001 | Socorro         | LINEAR                | —         | MPC                           |
| 310542     | 2001 DW25  | 17 fev 2001 | Socorro         | LINEAR                | —         | MPC                           |
| 310543     | 2001 DX25  | 17 fev 2001 | Socorro         | LINEAR                | —         | MPC                           |
| 310544     | 2001 DF66  | 19 fev 2001 | Socorro         | LINEAR                | —         | MPC                           |
| 310545     | 2001 DF97  | 17 fev 2001 | Socorro         | LINEAR                | —         | MPC                           |
| 310546     | 2001 DE109 | 21 fev 2001 | Kitt Peak       | Spacewatch            | —         | MPC                           |
| 310547     | 2001 EX5   | 2 mar 2001  | Anderson Mesa   | LONEOS                | —         | MPC                           |
| 310548     | 2001 EW8   | 2 mar 2001  | Anderson Mesa   | LONEOS                | —         | MPC                           |
| 310549     | 2001 EF17  | 14 mar 2001 | Socorro         | LINEAR                | —         | MPC                           |
| 310550     | 2001 FY151 | 24 mar 2001 | Haleakala       | NEAT                  | —         | MPC                           |
| 310551     | 2001 FC179 | 20 mar 2001 | Anderson Mesa   | LONEOS                | —         | MPC                           |
| 310552     | 2001 OT42  | 22 jul 2001 | Palomar         | NEAT                  | —         | MPC                           |
| 310553     | 2001 OY42  | 22 jul 2001 | Palomar         | NEAT                  | —         | MPC                           |
| 310554     | 2001 PA19  | 10 ago 2001 | Palomar         | NEAT                  | —         | MPC                           |
| 310555     | 2001 PU33  | 10 ago 2001 | Palomar         | NEAT                  | —         | MPC                           |
| 310556     | 2001 PW36  | 11 ago 2001 | Palomar         | NEAT                  | —         | MPC                           |
| 310557     | 2001 PJ40  | 11 ago 2001 | Palomar         | NEAT                  | —         | MPC                           |
| 310558     | 2001 PL65  | 12 ago 2001 | Palomar         | NEAT                  | —         | MPC                           |
| 310559     | 2001 QN132 | 20 ago 2001 | Socorro         | LINEAR                | —         | MPC                           |
| 310560     | 2001 QL142 | 24 ago 2001 | Anderson Mesa   | LONEOS                | —         | MPC                           |
| 310561     | 2001 QQ230 | 24 ago 2001 | Anderson Mesa   | LONEOS                | —         | MPC                           |
| 310562     | 2001 RC15  | 10 set 2001 | Socorro         | LINEAR                | —         | MPC                           |
| 310563     | 2001 RO56  | 12 set 2001 | Socorro         | LINEAR                | —         | MPC                           |
| 310564     | 2001 RJ121 | 12 set 2001 | Socorro         | LINEAR                | —         | MPC                           |
| 310565     | 2001 RU137 | 12 set 2001 | Socorro         | LINEAR                | —         | MPC                           |
| 310566     | 2001 SO11  | 16 set 2001 | Socorro         | LINEAR                | —         | MPC                           |
| 310567     | 2001 SD67  | 17 set 2001 | Socorro         | LINEAR                | —         | MPC                           |
| 310568     | 2001 SO78  | 19 set 2001 | Socorro         | LINEAR                | —         | MPC                           |
| 310569     | 2001 SD97  | 20 set 2001 | Socorro         | LINEAR                | —         | MPC                           |
| 310570     | 2001 SR141 | 16 set 2001 | Socorro         | LINEAR                | —         | MPC                           |
| 310571     | 2001 SB147 | 16 set 2001 | Socorro         | LINEAR                | —         | MPC                           |
| 310572     | 2001 SS209 | 19 set 2001 | Socorro         | LINEAR                | Eos       | MPC                           |
| 310573     | 2001 ST228 | 19 set 2001 | Socorro         | LINEAR                | —         | MPC                           |
| 310574     | 2001 SH262 | 19 set 2001 | Socorro         | LINEAR                | —         | MPC                           |
| 310575     | 2001 SZ332 | 19 set 2001 | Socorro         | LINEAR                | —         | MPC                           |
| 310576     | 2001 SY341 | 21 set 2001 | Palomar         | NEAT                  | —         | MPC                           |
| 310577     | 2001 TX32  | 14 out 2001 | Socorro         | LINEAR                | —         | MPC                           |
| 310578     | 2001 TT36  | 14 out 2001 | Socorro         | LINEAR                | —         | MPC                           |
| 310579     | 2001 TL89  | 14 out 2001 | Socorro         | LINEAR                | —         | MPC                           |
| 310580     | 2001 TX134 | 13 out 2001 | Palomar         | NEAT                  | —         | MPC                           |
| 310581     | 2001 TY202 | 11 out 2001 | Socorro         | LINEAR                | —         | MPC                           |
| 310582     | 2001 TP235 | 15 out 2001 | Palomar         | NEAT                  | —         | MPC                           |
| 310583     | 2001 TO257 | 10 out 2001 | Palomar         | NEAT                  | —         | MPC                           |
| 310584     | 2001 TM261 | 10 out 2001 | Palomar         | NEAT                  | —         | MPC                           |
| 310585     | 2001 UU20  | 18 out 2001 | Palomar         | NEAT                  | —         | MPC                           |
| 310586     | 2001 UH100 | 17 out 2001 | Socorro         | LINEAR                | —         | MPC                           |
| 310587     | 2001 US103 | 20 out 2001 | Socorro         | LINEAR                | —         | MPC                           |
| 310588     | 2001 UZ117 | 22 out 2001 | Socorro         | LINEAR                | —         | MPC                           |
| 310589     | 2001 UM187 | 17 out 2001 | Palomar         | NEAT                  | —         | MPC                           |
| 310590     | 2001 UE212 | 21 out 2001 | Socorro         | LINEAR                | —         | MPC                           |
| 310591     | 2001 UE229 | 16 out 2001 | Palomar         | NEAT                  | Eos       | MPC                           |
| 310592     | 2001 VM10  | 10 nov 2001 | Socorro         | LINEAR                | —         | MPC                           |
| 310593     | 2001 VS67  | 10 nov 2001 | Socorro         | LINEAR                | Eos       | MPC                           |
| 310594     | 2001 VT82  | 10 nov 2001 | Socorro         | LINEAR                | —         | MPC                           |
| 310595     | 2001 VQ101 | 12 nov 2001 | Socorro         | LINEAR                | —         | MPC                           |
| 310596     | 2001 WE3   | 16 nov 2001 | Kitt Peak       | Spacewatch            | —         | MPC                           |
| 310597     | 2001 WE4   | 18 nov 2001 | Bisei SG Center | BATTeRS               | —         | MPC                           |
| 310598     | 2001 WV32  | 17 nov 2001 | Socorro         | LINEAR                | —         | MPC                           |
| 310599     | 2001 WT45  | 19 nov 2001 | Socorro         | LINEAR                | —         | MPC                           |
| 310600     | 2001 WK77  | 20 nov 2001 | Socorro         | LINEAR                | —         | MPC                           |

## 310601–310700
| Designação | Designação | Descoberta  | Descoberta    | Descobridor(es)     | Categoria | Mais informações / Referência |
| Permanente | Provisória | Data        | Local         | Descobridor(es)     | Categoria | Mais informações / Referência |
| ---------- | ---------- | ----------- | ------------- | ------------------- | --------- | ----------------------------- |
| 310601     | 2001 XS3   | 9 dez 2001  | Socorro       | LINEAR              | —         | MPC                           |
| 310602     | 2001 XG14  | 9 dez 2001  | Socorro       | LINEAR              | —         | MPC                           |
| 310603     | 2001 XZ21  | 9 dez 2001  | Socorro       | LINEAR              | —         | MPC                           |
| 310604     | 2001 XJ128 | 14 dez 2001 | Socorro       | LINEAR              | —         | MPC                           |
| 310605     | 2001 XF135 | 14 dez 2001 | Socorro       | LINEAR              | —         | MPC                           |
| 310606     | 2001 XH168 | 14 dez 2001 | Socorro       | LINEAR              | —         | MPC                           |
| 310607     | 2001 XW169 | 14 dez 2001 | Socorro       | LINEAR              | —         | MPC                           |
| 310608     | 2001 XB201 | 15 dez 2001 | Socorro       | LINEAR              | —         | MPC                           |
| 310609     | 2001 XZ224 | 15 dez 2001 | Socorro       | LINEAR              | Maria     | MPC                           |
| 310610     | 2001 XK240 | 15 dez 2001 | Socorro       | LINEAR              | —         | MPC                           |
| 310611     | 2001 YU20  | 18 dez 2001 | Socorro       | LINEAR              | —         | MPC                           |
| 310612     | 2001 YD58  | 18 dez 2001 | Socorro       | LINEAR              | —         | MPC                           |
| 310613     | 2001 YC141 | 17 dez 2001 | Socorro       | LINEAR              | —         | MPC                           |
| 310614     | 2001 YG156 | 20 dez 2001 | Palomar       | NEAT                | —         | MPC                           |
| 310615     | 2001 YA158 | 18 dez 2001 | Apache Point  | SDSS                | —         | MPC                           |
| 310616     | 2002 AX    | 5 jan 2002  | Kitt Peak     | Spacewatch          | —         | MPC                           |
| 310617     | 2002 AY25  | 8 jan 2002  | Kitt Peak     | Spacewatch          | —         | MPC                           |
| 310618     | 2002 AN52  | 9 jan 2002  | Socorro       | LINEAR              | —         | MPC                           |
| 310619     | 2002 AB55  | 9 jan 2002  | Socorro       | LINEAR              | —         | MPC                           |
| 310620     | 2002 AT93  | 8 jan 2002  | Socorro       | LINEAR              | —         | MPC                           |
| 310621     | 2002 AN96  | 8 jan 2002  | Socorro       | LINEAR              | —         | MPC                           |
| 310622     | 2002 AL109 | 9 jan 2002  | Socorro       | LINEAR              | —         | MPC                           |
| 310623     | 2002 AP129 | 14 jan 2002 | Socorro       | LINEAR              | —         | MPC                           |
| 310624     | 2002 AN137 | 9 jan 2002  | Socorro       | LINEAR              | —         | MPC                           |
| 310625     | 2002 AU142 | 13 jan 2002 | Socorro       | LINEAR              | Brangane  | MPC                           |
| 310626     | 2002 AG172 | 14 jan 2002 | Socorro       | LINEAR              | —         | MPC                           |
| 310627     | 2002 AS173 | 14 jan 2002 | Socorro       | LINEAR              | —         | MPC                           |
| 310628     | 2002 AL203 | 8 jan 2002  | Kitt Peak     | Spacewatch          | —         | MPC                           |
| 310629     | 2002 AV209 | 13 jan 2002 | Kitt Peak     | Spacewatch          | —         | MPC                           |
| 310630     | 2002 BH19  | 21 jan 2002 | Socorro       | LINEAR              | —         | MPC                           |
| 310631     | 2002 CP21  | 5 fev 2002  | Palomar       | NEAT                | —         | MPC                           |
| 310632     | 2002 CR64  | 6 fev 2002  | Socorro       | LINEAR              | —         | MPC                           |
| 310633     | 2002 CP128 | 19 jan 2002 | Socorro       | LINEAR              | —         | MPC                           |
| 310634     | 2002 CF156 | 6 fev 2002  | Socorro       | LINEAR              | —         | MPC                           |
| 310635     | 2002 CE160 | 8 fev 2002  | Socorro       | LINEAR              | —         | MPC                           |
| 310636     | 2002 CA164 | 8 fev 2002  | Socorro       | LINEAR              | —         | MPC                           |
| 310637     | 2002 CN165 | 8 fev 2002  | Socorro       | LINEAR              | —         | MPC                           |
| 310638     | 2002 CS172 | 8 fev 2002  | Socorro       | LINEAR              | —         | MPC                           |
| 310639     | 2002 CE173 | 8 fev 2002  | Socorro       | LINEAR              | —         | MPC                           |
| 310640     | 2002 CP195 | 10 fev 2002 | Socorro       | LINEAR              | —         | MPC                           |
| 310641     | 2002 CZ206 | 10 fev 2002 | Socorro       | LINEAR              | Vesta     | MPC                           |
| 310642     | 2002 CC221 | 10 fev 2002 | Socorro       | LINEAR              | —         | MPC                           |
| 310643     | 2002 CY221 | 11 fev 2002 | Socorro       | LINEAR              | Brangane  | MPC                           |
| 310644     | 2002 CN229 | 8 fev 2002  | Kitt Peak     | Spacewatch          | —         | MPC                           |
| 310645     | 2002 CV229 | 10 fev 2002 | Kitt Peak     | Spacewatch          | Vesta     | MPC                           |
| 310646     | 2002 CW235 | 13 fev 2002 | Socorro       | LINEAR              | —         | MPC                           |
| 310647     | 2002 CM273 | 8 fev 2002  | Kitt Peak     | M. W. Buie          | —         | MPC                           |
| 310648     | 2002 CA276 | 9 fev 2002  | Kitt Peak     | Spacewatch          | —         | MPC                           |
| 310649     | 2002 CJ296 | 10 fev 2002 | Socorro       | LINEAR              | —         | MPC                           |
| 310650     | 2002 CR310 | 7 fev 2002  | Haleakala     | NEAT                | —         | MPC                           |
| 310651     | 2002 CF311 | 10 fev 2002 | Socorro       | LINEAR              | —         | MPC                           |
| 310652     | 2002 CX316 | 10 jan 2002 | Cima Ekar     | ADAS                | —         | MPC                           |
| 310653     | 2002 DM1   | 18 fev 2002 | Cima Ekar     | ADAS                | —         | MPC                           |
| 310654     | 2002 DU13  | 16 fev 2002 | Palomar       | NEAT                | —         | MPC                           |
| 310655     | 2002 DK20  | 17 out 2010 | Mount Lemmon  | Mount Lemmon Survey | Vesta     | MPC                           |
| 310656     | 2002 EO1   | 6 mar 2002  | Palomar       | NEAT                | —         | MPC                           |
| 310657     | 2002 EA4   | 10 mar 2002 | Cima Ekar     | ADAS                | —         | MPC                           |
| 310658     | 2002 EK43  | 12 mar 2002 | Socorro       | LINEAR              | —         | MPC                           |
| 310659     | 2002 EU56  | 13 mar 2002 | Socorro       | LINEAR              | —         | MPC                           |
| 310660     | 2002 ET63  | 13 mar 2002 | Socorro       | LINEAR              | —         | MPC                           |
| 310661     | 2002 EJ98  | 12 mar 2002 | Socorro       | LINEAR              | —         | MPC                           |
| 310662     | 2002 EM105 | 9 mar 2002  | Kitt Peak     | Spacewatch          | —         | MPC                           |
| 310663     | 2002 EH106 | 9 mar 2002  | Anderson Mesa | LONEOS              | —         | MPC                           |
| 310664     | 2002 EZ106 | 9 mar 2002  | Anderson Mesa | LONEOS              | —         | MPC                           |
| 310665     | 2002 EC119 | 10 mar 2002 | Anderson Mesa | LONEOS              | —         | MPC                           |
| 310666     | 2002 EW124 | 12 mar 2002 | Palomar       | NEAT                | Vesta     | MPC                           |
| 310667     | 2002 EV135 | 14 mar 2002 | Palomar       | NEAT                | —         | MPC                           |
| 310668     | 2002 EQ140 | 12 mar 2002 | Palomar       | NEAT                | Vesta     | MPC                           |
| 310669     | 2002 ES160 | 11 mar 2002 | Palomar       | NEAT                | —         | MPC                           |
| 310670     | 2002 EY162 | 10 mar 2002 | Haleakala     | NEAT                | Vesta     | MPC                           |
| 310671     | 2002 FJ6   | 21 mar 2002 | Socorro       | LINEAR              | —         | MPC                           |
| 310672     | 2002 FL6   | 21 mar 2002 | Socorro       | LINEAR              | —         | MPC                           |
| 310673     | 2002 FN13  | 16 mar 2002 | Socorro       | LINEAR              | —         | MPC                           |
| 310674     | 2002 FM28  | 20 mar 2002 | Socorro       | LINEAR              | Mitidika  | MPC                           |
| 310675     | 2002 FH31  | 20 mar 2002 | Kitt Peak     | M. W. Buie          | Chloris   | MPC                           |
| 310676     | 2002 FO34  | 20 mar 2002 | Anderson Mesa | LONEOS              | —         | MPC                           |
| 310677     | 2002 FE41  | 16 mar 2002 | Kvistaberg    | UDAS                | —         | MPC                           |
| 310678     | 2002 GV4   | 10 abr 2002 | Palomar       | NEAT                | —         | MPC                           |
| 310679     | 2002 GF5   | 10 abr 2002 | Socorro       | LINEAR              | —         | MPC                           |
| 310680     | 2002 GA7   | 12 abr 2002 | Desert Eagle  | W. K. Y. Yeung      | —         | MPC                           |
| 310681     | 2002 GY26  | 15 abr 2002 | Palomar       | NEAT                | —         | MPC                           |
| 310682     | 2002 GC37  | 2 abr 2002  | Palomar       | NEAT                | —         | MPC                           |
| 310683     | 2002 GA53  | 5 abr 2002  | Anderson Mesa | LONEOS              | —         | MPC                           |
| 310684     | 2002 GW86  | 10 abr 2002 | Socorro       | LINEAR              | —         | MPC                           |
| 310685     | 2002 GX86  | 10 abr 2002 | Socorro       | LINEAR              | —         | MPC                           |
| 310686     | 2002 GQ105 | 11 abr 2002 | Anderson Mesa | LONEOS              | —         | MPC                           |
| 310687     | 2002 GA110 | 9 abr 2002  | Kvistaberg    | UDAS                | —         | MPC                           |
| 310688     | 2002 GN110 | 10 abr 2002 | Socorro       | LINEAR              | —         | MPC                           |
| 310689     | 2002 GF114 | 11 abr 2002 | Socorro       | LINEAR              | —         | MPC                           |
| 310690     | 2002 GP127 | 12 abr 2002 | Socorro       | LINEAR              | —         | MPC                           |
| 310691     | 2002 GS142 | 13 abr 2002 | Palomar       | NEAT                | —         | MPC                           |
| 310692     | 2002 GM147 | 13 abr 2002 | Palomar       | NEAT                | —         | MPC                           |
| 310693     | 2002 GX150 | 14 abr 2002 | Palomar       | NEAT                | —         | MPC                           |
| 310694     | 2002 GD171 | 10 abr 2002 | Socorro       | LINEAR              | —         | MPC                           |
| 310695     | 2002 GP174 | 11 abr 2002 | Socorro       | LINEAR              | —         | MPC                           |
| 310696     | 2002 GZ183 | 9 abr 2002  | Palomar       | NEAT                | —         | MPC                           |
| 310697     | 2002 HZ13  | 22 abr 2002 | Socorro       | LINEAR              | —         | MPC                           |
| 310698     | 2002 JH4   | 5 mai 2002  | Socorro       | LINEAR              | —         | MPC                           |
| 310699     | 2002 JU4   | 5 mai 2002  | Socorro       | LINEAR              | —         | MPC                           |
| 310700     | 2002 JN10  | 6 mai 2002  | Socorro       | LINEAR              | —         | MPC                           |

## 310701–310800
| Designação | Designação | Descoberta  | Descoberta    | Descobridor(es)      | Categoria | Mais informações / Referência |
| Permanente | Provisória | Data        | Local         | Descobridor(es)      | Categoria | Mais informações / Referência |
| ---------- | ---------- | ----------- | ------------- | -------------------- | --------- | ----------------------------- |
| 310701     | 2002 JB37  | 9 mai 2002  | Anderson Mesa | LONEOS               | —         | MPC                           |
| 310702     | 2002 JN73  | 8 mai 2002  | Socorro       | LINEAR               | —         | MPC                           |
| 310703     | 2002 JL116 | 3 mai 2002  | Palomar       | NEAT                 | —         | MPC                           |
| 310704     | 2002 JV117 | 4 mai 2002  | Anderson Mesa | LONEOS               | —         | MPC                           |
| 310705     | 2002 JK119 | 5 mai 2002  | Anderson Mesa | LONEOS               | —         | MPC                           |
| 310706     | 2002 JP122 | 6 mai 2002  | Socorro       | LINEAR               | —         | MPC                           |
| 310707     | 2002 LN31  | 6 jun 2002  | Socorro       | LINEAR               | —         | MPC                           |
| 310708     | 2002 LO63  | 12 jun 2002 | Palomar       | NEAT                 | —         | MPC                           |
| 310709     | 2002 LT64  | 29 ago 2006 | Catalina      | CSS                  | —         | MPC                           |
| 310710     | 2002 LV64  | 13 jan 2005 | Kitt Peak     | Spacewatch           | —         | MPC                           |
| 310711     | 2002 MM7   | 18 dez 2003 | Kitt Peak     | Spacewatch           | —         | MPC                           |
| 310712     | 2002 NY27  | 13 jul 2002 | Socorro       | LINEAR               | —         | MPC                           |
| 310713     | 2002 NG39  | 13 jul 2002 | Socorro       | LINEAR               | —         | MPC                           |
| 310714     | 2002 NV50  | 14 jul 2002 | Socorro       | LINEAR               | —         | MPC                           |
| 310715     | 2002 NQ59  | 4 jul 2002  | Palomar       | NEAT                 | —         | MPC                           |
| 310716     | 2002 NS61  | 12 jul 2002 | Palomar       | NEAT                 | —         | MPC                           |
| 310717     | 2002 NR71  | 9 jul 2002  | Palomar       | NEAT                 | —         | MPC                           |
| 310718     | 2002 NF72  | 12 jul 2002 | Palomar       | NEAT                 | —         | MPC                           |
| 310719     | 2002 NY72  | 8 jul 2002  | Palomar       | NEAT                 | —         | MPC                           |
| 310720     | 2002 NS73  | 12 jul 2002 | Palomar       | NEAT                 | —         | MPC                           |
| 310721     | 2002 NL74  | 5 jul 2002  | Palomar       | NEAT                 | —         | MPC                           |
| 310722     | 2002 OA10  | 21 jul 2002 | Palomar       | NEAT                 | —         | MPC                           |
| 310723     | 2002 OA26  | 18 jul 2002 | Palomar       | NEAT                 | —         | MPC                           |
| 310724     | 2002 OC28  | 22 jul 2002 | Palomar       | NEAT                 | —         | MPC                           |
| 310725     | 2002 PS24  | 6 ago 2002  | Palomar       | NEAT                 | —         | MPC                           |
| 310726     | 2002 PE36  | 6 ago 2002  | Palomar       | NEAT                 | —         | MPC                           |
| 310727     | 2002 PG36  | 6 ago 2002  | Palomar       | NEAT                 | —         | MPC                           |
| 310728     | 2002 PD48  | 10 ago 2002 | Socorro       | LINEAR               | —         | MPC                           |
| 310729     | 2002 PB93  | 14 ago 2002 | Palomar       | NEAT                 | Phocaea   | MPC                           |
| 310730     | 2002 PL98  | 14 ago 2002 | Socorro       | LINEAR               | —         | MPC                           |
| 310731     | 2002 PR105 | 12 ago 2002 | Socorro       | LINEAR               | —         | MPC                           |
| 310732     | 2002 PQ131 | 15 ago 2002 | Socorro       | LINEAR               | Pallas    | MPC                           |
| 310733     | 2002 PA166 | 8 ago 2002  | Palomar       | A. Lowe              | —         | MPC                           |
| 310734     | 2002 PH166 | 9 ago 2002  | Haleakala     | A. Lowe              | —         | MPC                           |
| 310735     | 2002 PS189 | 8 ago 2002  | Palomar       | NEAT                 | —         | MPC                           |
| 310736     | 2002 PU192 | 8 ago 2002  | Palomar       | NEAT                 | —         | MPC                           |
| 310737     | 2002 QG24  | 29 ago 2002 | Palomar       | NEAT                 | —         | MPC                           |
| 310738     | 2002 QR39  | 30 ago 2002 | Palomar       | NEAT                 | Pallas    | MPC                           |
| 310739     | 2002 QY46  | 30 ago 2002 | Socorro       | LINEAR               | —         | MPC                           |
| 310740     | 2002 QN53  | 29 ago 2002 | Palomar       | S. F. Hönig          | —         | MPC                           |
| 310741     | 2002 QQ53  | 29 ago 2002 | Palomar       | S. F. Hönig          | —         | MPC                           |
| 310742     | 2002 QM77  | 29 ago 2002 | Palomar       | NEAT                 | —         | MPC                           |
| 310743     | 2002 QG91  | 30 ago 2002 | Palomar       | NEAT                 | —         | MPC                           |
| 310744     | 2002 QH110 | 17 ago 2002 | Palomar       | NEAT                 | —         | MPC                           |
| 310745     | 2002 QY127 | 18 ago 2002 | Palomar       | NEAT                 | —         | MPC                           |
| 310746     | 2002 QF128 | 29 ago 2002 | Palomar       | NEAT                 | —         | MPC                           |
| 310747     | 2002 QF141 | 13 mai 2005 | Kitt Peak     | Spacewatch           | —         | MPC                           |
| 310748     | 2002 QC146 | 8 nov 2007  | Kitt Peak     | Spacewatch           | —         | MPC                           |
| 310749     | 2002 QL147 | 5 dez 2007  | Kitt Peak     | Spacewatch           | —         | MPC                           |
| 310750     | 2002 RF5   | 3 set 2002  | Palomar       | NEAT                 | —         | MPC                           |
| 310751     | 2002 RB27  | 5 set 2002  | Socorro       | LINEAR               | Juno      | MPC                           |
| 310752     | 2002 RM27  | 5 set 2002  | Socorro       | LINEAR               | —         | MPC                           |
| 310753     | 2002 RQ48  | 5 set 2002  | Socorro       | LINEAR               | —         | MPC                           |
| 310754     | 2002 RM50  | 5 set 2002  | Socorro       | LINEAR               | —         | MPC                           |
| 310755     | 2002 RK55  | 5 set 2002  | Anderson Mesa | LONEOS               | —         | MPC                           |
| 310756     | 2002 RC68  | 4 set 2002  | Anderson Mesa | LONEOS               | —         | MPC                           |
| 310757     | 2002 RS89  | 5 set 2002  | Socorro       | LINEAR               | Pallas    | MPC                           |
| 310758     | 2002 RU122 | 8 set 2002  | Haleakala     | NEAT                 | —         | MPC                           |
| 310759     | 2002 RV123 | 9 set 2002  | Palomar       | NEAT                 | —         | MPC                           |
| 310760     | 2002 RS157 | 11 set 2002 | Palomar       | NEAT                 | —         | MPC                           |
| 310761     | 2002 RF158 | 11 set 2002 | Palomar       | NEAT                 | —         | MPC                           |
| 310762     | 2002 RU186 | 12 set 2002 | Palomar       | NEAT                 | —         | MPC                           |
| 310763     | 2002 RM210 | 15 set 2002 | Kitt Peak     | Spacewatch           | —         | MPC                           |
| 310764     | 2002 RC215 | 13 set 2002 | Socorro       | LINEAR               | —         | MPC                           |
| 310765     | 2002 RJ223 | 13 set 2002 | Kitt Peak     | Spacewatch           | —         | MPC                           |
| 310766     | 2002 RM224 | 13 set 2002 | Anderson Mesa | LONEOS               | —         | MPC                           |
| 310767     | 2002 RX234 | 8 set 2002  | Haleakala     | R. Matson            | —         | MPC                           |
| 310768     | 2002 RC235 | 11 set 2002 | Palomar       | M. White, M. Collins | —         | MPC                           |
| 310769     | 2002 RJ245 | 15 set 2002 | Palomar       | NEAT                 | —         | MPC                           |
| 310770     | 2002 RO251 | 8 set 2002  | Haleakala     | NEAT                 | Juno      | MPC                           |
| 310771     | 2002 RF253 | 14 set 2002 | Palomar       | NEAT                 | —         | MPC                           |
| 310772     | 2002 RU276 | 14 set 2002 | Palomar       | NEAT                 | —         | MPC                           |
| 310773     | 2002 RS290 | 19 set 2006 | Catalina      | CSS                  | —         | MPC                           |
| 310774     | 2002 SO7   | 27 set 2002 | Palomar       | NEAT                 | —         | MPC                           |
| 310775     | 2002 SN13  | 27 set 2002 | Palomar       | NEAT                 | —         | MPC                           |
| 310776     | 2002 SH18  | 28 set 2002 | Palomar       | NEAT                 | —         | MPC                           |
| 310777     | 2002 ST19  | 27 set 2002 | Socorro       | LINEAR               | —         | MPC                           |
| 310778     | 2002 SV29  | 28 set 2002 | Haleakala     | NEAT                 | —         | MPC                           |
| 310779     | 2002 SP32  | 28 set 2002 | Haleakala     | NEAT                 | —         | MPC                           |
| 310780     | 2002 SX33  | 29 set 2002 | Haleakala     | NEAT                 | —         | MPC                           |
| 310781     | 2002 SH35  | 29 set 2002 | Haleakala     | NEAT                 | —         | MPC                           |
| 310782     | 2002 SH36  | 29 set 2002 | Haleakala     | NEAT                 | —         | MPC                           |
| 310783     | 2002 SF41  | 30 set 2002 | Haleakala     | NEAT                 | Phocaea   | MPC                           |
| 310784     | 2002 SG41  | 30 set 2002 | Haleakala     | NEAT                 | —         | MPC                           |
| 310785     | 2002 SU44  | 29 set 2002 | Haleakala     | NEAT                 | —         | MPC                           |
| 310786     | 2002 SD55  | 30 set 2002 | Socorro       | LINEAR               | —         | MPC                           |
| 310787     | 2002 TH38  | 2 out 2002  | Socorro       | LINEAR               | —         | MPC                           |
| 310788     | 2002 TY123 | 4 out 2002  | Palomar       | NEAT                 | —         | MPC                           |
| 310789     | 2002 TY125 | 4 out 2002  | Palomar       | NEAT                 | —         | MPC                           |
| 310790     | 2002 TP144 | 5 out 2002  | Socorro       | LINEAR               | —         | MPC                           |
| 310791     | 2002 TP149 | 5 out 2002  | Palomar       | NEAT                 | —         | MPC                           |
| 310792     | 2002 TA152 | 5 out 2002  | Palomar       | NEAT                 | —         | MPC                           |
| 310793     | 2002 TP160 | 5 out 2002  | Palomar       | NEAT                 | —         | MPC                           |
| 310794     | 2002 TO164 | 5 out 2002  | Palomar       | NEAT                 | —         | MPC                           |
| 310795     | 2002 TC169 | 3 out 2002  | Palomar       | NEAT                 | —         | MPC                           |
| 310796     | 2002 TR172 | 4 out 2002  | Anderson Mesa | LONEOS               | —         | MPC                           |
| 310797     | 2002 TE177 | 5 out 2002  | Palomar       | NEAT                 | Eos       | MPC                           |
| 310798     | 2002 TL187 | 4 out 2002  | Socorro       | LINEAR               | —         | MPC                           |
| 310799     | 2002 TL191 | 5 out 2002  | Anderson Mesa | LONEOS               | Phocaea   | MPC                           |
| 310800     | 2002 TB198 | 4 out 2002  | Socorro       | LINEAR               | —         | MPC                           |

## 310801–310900
| Designação | Designação | Descoberta  | Descoberta       | Descobridor(es)     | Categoria | Mais informações / Referência |
| Permanente | Provisória | Data        | Local            | Descobridor(es)     | Categoria | Mais informações / Referência |
| ---------- | ---------- | ----------- | ---------------- | ------------------- | --------- | ----------------------------- |
| 310801     | 2002 TF199 | 6 out 2002  | Socorro          | LINEAR              | —         | MPC                           |
| 310802     | 2002 TK199 | 6 out 2002  | Socorro          | LINEAR              | —         | MPC                           |
| 310803     | 2002 TG209 | 6 out 2002  | Socorro          | LINEAR              | —         | MPC                           |
| 310804     | 2002 TE238 | 7 out 2002  | Socorro          | LINEAR              | —         | MPC                           |
| 310805     | 2002 TE271 | 9 out 2002  | Socorro          | LINEAR              | —         | MPC                           |
| 310806     | 2002 TW369 | 10 out 2002 | Apache Point     | SDSS                | —         | MPC                           |
| 310807     | 2002 TX381 | 3 out 2002  | Palomar          | NEAT                | —         | MPC                           |
| 310808     | 2002 TZ382 | 13 out 2002 | Kitt Peak        | Spacewatch          | —         | MPC                           |
| 310809     | 2002 UA11  | 28 out 2002 | Kvistaberg       | UDAS                | —         | MPC                           |
| 310810     | 2002 UH21  | 30 out 2002 | Kitt Peak        | Spacewatch          | —         | MPC                           |
| 310811     | 2002 UL21  | 30 out 2002 | Palomar          | NEAT                | —         | MPC                           |
| 310812     | 2002 UP68  | 30 out 2002 | Apache Point     | SDSS                | —         | MPC                           |
| 310813     | 2002 UA69  | 30 out 2002 | Apache Point     | SDSS                | —         | MPC                           |
| 310814     | 2002 UQ71  | 18 out 2002 | Palomar          | NEAT                | —         | MPC                           |
| 310815     | 2002 US78  | 7 nov 2007  | Mount Lemmon     | Mount Lemmon Survey | —         | MPC                           |
| 310816     | 2002 VM16  | 5 nov 2002  | Socorro          | LINEAR              | —         | MPC                           |
| 310817     | 2002 VB26  | 5 nov 2002  | Socorro          | LINEAR              | —         | MPC                           |
| 310818     | 2002 VB61  | 5 nov 2002  | Socorro          | LINEAR              | —         | MPC                           |
| 310819     | 2002 VN69  | 11 nov 2002 | Palomar          | NEAT                | —         | MPC                           |
| 310820     | 2002 VY69  | 7 nov 2002  | Socorro          | LINEAR              | —         | MPC                           |
| 310821     | 2002 VM73  | 7 nov 2002  | Socorro          | LINEAR              | —         | MPC                           |
| 310822     | 2002 VH84  | 7 nov 2002  | Socorro          | LINEAR              | —         | MPC                           |
| 310823     | 2002 VM104 | 12 nov 2002 | Socorro          | LINEAR              | —         | MPC                           |
| 310824     | 2002 VS139 | 13 nov 2002 | Palomar          | NEAT                | —         | MPC                           |
| 310825     | 2002 VR142 | 5 nov 2002  | Palomar          | NEAT                | —         | MPC                           |
| 310826     | 2002 WR8   | 24 nov 2002 | Palomar          | NEAT                | —         | MPC                           |
| 310827     | 2002 WT22  | 24 nov 2002 | Palomar          | NEAT                | —         | MPC                           |
| 310828     | 2002 XC    | 1 dez 2002  | Socorro          | LINEAR              | —         | MPC                           |
| 310829     | 2002 XN12  | 3 dez 2002  | Palomar          | NEAT                | —         | MPC                           |
| 310830     | 2002 XQ17  | 5 dez 2002  | Socorro          | LINEAR              | —         | MPC                           |
| 310831     | 2002 XQ27  | 5 dez 2002  | Socorro          | LINEAR              | —         | MPC                           |
| 310832     | 2002 XN34  | 5 dez 2002  | Haleakala        | NEAT                | —         | MPC                           |
| 310833     | 2002 XT38  | 7 dez 2002  | Socorro          | LINEAR              | —         | MPC                           |
| 310834     | 2002 XZ45  | 10 dez 2002 | Socorro          | LINEAR              | —         | MPC                           |
| 310835     | 2002 XS59  | 11 dez 2002 | Desert Moon      | B. L. Stevens       | —         | MPC                           |
| 310836     | 2002 XQ65  | 12 dez 2002 | Socorro          | LINEAR              | —         | MPC                           |
| 310837     | 2002 XE67  | 10 dez 2002 | Palomar          | NEAT                | —         | MPC                           |
| 310838     | 2002 XS95  | 5 dez 2002  | Socorro          | LINEAR              | —         | MPC                           |
| 310839     | 2002 XQ105 | 5 dez 2002  | Socorro          | LINEAR              | —         | MPC                           |
| 310840     | 2002 YE32  | 30 dez 2002 | Haleakala        | NEAT                | —         | MPC                           |
| 310841     | 2003 AK3   | 1 jan 2003  | Socorro          | LINEAR              | —         | MPC                           |
| 310842     | 2003 AK18  | 7 jan 2003  | Socorro          | LINEAR              | —         | MPC                           |
| 310843     | 2003 AP20  | 5 jan 2003  | Socorro          | LINEAR              | —         | MPC                           |
| 310844     | 2003 AA33  | 5 jan 2003  | Socorro          | LINEAR              | —         | MPC                           |
| 310845     | 2003 AC56  | 5 jan 2003  | Socorro          | LINEAR              | —         | MPC                           |
| 310846     | 2003 AT65  | 7 jan 2003  | Socorro          | LINEAR              | —         | MPC                           |
| 310847     | 2003 AM66  | 7 jan 2003  | Socorro          | LINEAR              | —         | MPC                           |
| 310848     | 2003 AY78  | 10 jan 2003 | Kitt Peak        | Spacewatch          | —         | MPC                           |
| 310849     | 2003 AS90  | 5 jan 2003  | Anderson Mesa    | LONEOS              | Phocaea   | MPC                           |
| 310850     | 2003 BT    | 24 jan 2003 | Palomar          | NEAT                | —         | MPC                           |
| 310851     | 2003 BP1   | 25 jan 2003 | Palomar          | NEAT                | —         | MPC                           |
| 310852     | 2003 BL2   | 25 jan 2003 | Anderson Mesa    | LONEOS              | —         | MPC                           |
| 310853     | 2003 BH24  | 25 jan 2003 | Palomar          | NEAT                | —         | MPC                           |
| 310854     | 2003 BK45  | 28 jan 2003 | Haleakala        | NEAT                | Eos       | MPC                           |
| 310855     | 2003 BN49  | 27 jan 2003 | Anderson Mesa    | LONEOS              | —         | MPC                           |
| 310856     | 2003 BO54  | 27 jan 2003 | Haleakala        | NEAT                | —         | MPC                           |
| 310857     | 2003 BS55  | 28 jan 2003 | Socorro          | LINEAR              | —         | MPC                           |
| 310858     | 2003 BK62  | 28 jan 2003 | Palomar          | NEAT                | —         | MPC                           |
| 310859     | 2003 BK78  | 31 jan 2003 | Anderson Mesa    | LONEOS              | —         | MPC                           |
| 310860     | 2003 CM9   | 2 fev 2003  | Socorro          | LINEAR              | —         | MPC                           |
| 310861     | 2003 CG26  | 2 fev 2003  | Palomar          | NEAT                | —         | MPC                           |
| 310862     | 2003 EW40  | 8 mar 2003  | Palomar          | NEAT                | —         | MPC                           |
| 310863     | 2003 FM9   | 20 mar 2003 | Palomar          | NEAT                | —         | MPC                           |
| 310864     | 2003 FU9   | 22 mar 2003 | Palomar          | NEAT                | Eos       | MPC                           |
| 310865     | 2003 FO39  | 24 mar 2003 | Kitt Peak        | Spacewatch          | —         | MPC                           |
| 310866     | 2003 FE45  | 24 mar 2003 | Kitt Peak        | Spacewatch          | —         | MPC                           |
| 310867     | 2003 GF28  | 7 abr 2003  | Kitt Peak        | Spacewatch          | Vesta     | MPC                           |
| 310868     | 2003 GK42  | 6 abr 2003  | Anderson Mesa    | LONEOS              | —         | MPC                           |
| 310869     | 2003 GK47  | 7 abr 2003  | Kitt Peak        | Spacewatch          | —         | MPC                           |
| 310870     | 2003 GD48  | 9 abr 2003  | Palomar          | NEAT                | Vesta     | MPC                           |
| 310871     | 2003 GG57  | 11 abr 2003 | Kitt Peak        | Spacewatch          | Vesta     | MPC                           |
| 310872     | 2003 HF14  | 26 abr 2003 | Kitt Peak        | Spacewatch          | Vesta     | MPC                           |
| 310873     | 2003 HB26  | 25 abr 2003 | Kitt Peak        | Spacewatch          | —         | MPC                           |
| 310874     | 2003 HV58  | 26 abr 2003 | Kitt Peak        | Spacewatch          | —         | MPC                           |
| 310875     | 2003 JE8   | 2 mai 2003  | Socorro          | LINEAR              | —         | MPC                           |
| 310876     | 2003 KV33  | 27 mai 2003 | Kitt Peak        | Spacewatch          | —         | MPC                           |
| 310877     | 2003 MW3   | 25 jun 2003 | Palomar          | NEAT                | —         | MPC                           |
| 310878     | 2003 MB8   | 28 jun 2003 | Socorro          | LINEAR              | —         | MPC                           |
| 310879     | 2003 ON12  | 26 jul 2003 | Socorro          | LINEAR              | —         | MPC                           |
| 310880     | 2003 OS17  | 29 jul 2003 | Reedy Creek      | J. Broughton        | —         | MPC                           |
| 310881     | 2003 PU5   | 1 ago 2003  | Socorro          | LINEAR              | —         | MPC                           |
| 310882     | 2003 PH6   | 1 ago 2003  | Socorro          | LINEAR              | —         | MPC                           |
| 310883     | 2003 PK6   | 1 ago 2003  | Socorro          | LINEAR              | —         | MPC                           |
| 310884     | 2003 QU3   | 18 ago 2003 | Haleakala        | NEAT                | —         | MPC                           |
| 310885     | 2003 QX15  | 20 ago 2003 | Palomar          | NEAT                | —         | MPC                           |
| 310886     | 2003 QK24  | 21 ago 2003 | Campo Imperatore | CINEOS              | —         | MPC                           |
| 310887     | 2003 QJ33  | 22 ago 2003 | Palomar          | NEAT                | —         | MPC                           |
| 310888     | 2003 QD45  | 23 ago 2003 | Socorro          | LINEAR              | —         | MPC                           |
| 310889     | 2003 QT50  | 22 ago 2003 | Palomar          | NEAT                | —         | MPC                           |
| 310890     | 2003 QO57  | 23 ago 2003 | Palomar          | NEAT                | Mitidika  | MPC                           |
| 310891     | 2003 QG89  | 26 ago 2003 | Socorro          | LINEAR              | —         | MPC                           |
| 310892     | 2003 QM111 | 31 ago 2003 | Socorro          | LINEAR              | —         | MPC                           |
| 310893     | 2003 QB114 | 22 ago 2003 | Palomar          | NEAT                | —         | MPC                           |
| 310894     | 2003 RF5   | 1 set 2003  | Socorro          | LINEAR              | Mitidika  | MPC                           |
| 310895     | 2003 RB6   | 4 set 2003  | Campo Imperatore | CINEOS              | —         | MPC                           |
| 310896     | 2003 RY9   | 4 set 2003  | Socorro          | LINEAR              | —         | MPC                           |
| 310897     | 2003 RJ20  | 15 set 2003 | Anderson Mesa    | LONEOS              | —         | MPC                           |
| 310898     | 2003 SD11  | 17 set 2003 | Socorro          | LINEAR              | Juno      | MPC                           |
| 310899     | 2003 SX13  | 16 set 2003 | Kitt Peak        | Spacewatch          | —         | MPC                           |
| 310900     | 2003 SE14  | 17 set 2003 | Kitt Peak        | Spacewatch          | Mitidika  | MPC                           |

## 310901–311000
| Designação | Designação | Descoberta  | Descoberta        | Descobridor(es) | Categoria | Mais informações / Referência |
| Permanente | Provisória | Data        | Local             | Descobridor(es) | Categoria | Mais informações / Referência |
| ---------- | ---------- | ----------- | ----------------- | --------------- | --------- | ----------------------------- |
| 310901     | 2003 SO18  | 16 set 2003 | Kitt Peak         | Spacewatch      | —         | MPC                           |
| 310902     | 2003 SK26  | 17 set 2003 | Haleakala         | NEAT            | —         | MPC                           |
| 310903     | 2003 SP28  | 18 set 2003 | Palomar           | NEAT            | —         | MPC                           |
| 310904     | 2003 SC32  | 16 set 2003 | Palomar           | NEAT            | —         | MPC                           |
| 310905     | 2003 SO42  | 16 set 2003 | Anderson Mesa     | LONEOS          | —         | MPC                           |
| 310906     | 2003 SD45  | 16 set 2003 | Anderson Mesa     | LONEOS          | Mitidika  | MPC                           |
| 310907     | 2003 SK45  | 16 set 2003 | Anderson Mesa     | LONEOS          | —         | MPC                           |
| 310908     | 2003 SE50  | 18 set 2003 | Palomar           | NEAT            | —         | MPC                           |
| 310909     | 2003 SL58  | 17 set 2003 | Anderson Mesa     | LONEOS          | —         | MPC                           |
| 310910     | 2003 SJ66  | 18 set 2003 | Campo Imperatore  | CINEOS          | —         | MPC                           |
| 310911     | 2003 SY69  | 17 set 2003 | Kitt Peak         | Spacewatch      | —         | MPC                           |
| 310912     | 2003 SQ80  | 19 set 2003 | Kitt Peak         | Spacewatch      | Mitidika  | MPC                           |
| 310913     | 2003 SF82  | 31 ago 2003 | Kitt Peak         | Spacewatch      | —         | MPC                           |
| 310914     | 2003 SN85  | 16 set 2003 | Palomar           | NEAT            | Phocaea   | MPC                           |
| 310915     | 2003 SO93  | 18 set 2003 | Palomar           | NEAT            | —         | MPC                           |
| 310916     | 2003 SR97  | 19 set 2003 | Kitt Peak         | Spacewatch      | Mitidika  | MPC                           |
| 310917     | 2003 SL101 | 20 set 2003 | Palomar           | NEAT            | —         | MPC                           |
| 310918     | 2003 SY106 | 20 set 2003 | Palomar           | NEAT            | —         | MPC                           |
| 310919     | 2003 SN109 | 20 set 2003 | Kitt Peak         | Spacewatch      | —         | MPC                           |
| 310920     | 2003 SC123 | 18 set 2003 | Goodricke-Pigott  | R. A. Tucker    | —         | MPC                           |
| 310921     | 2003 SS135 | 19 set 2003 | Kitt Peak         | Spacewatch      | Mitidika  | MPC                           |
| 310922     | 2003 SM145 | 20 set 2003 | Palomar           | NEAT            | —         | MPC                           |
| 310923     | 2003 SR150 | 17 set 2003 | Socorro           | LINEAR          | —         | MPC                           |
| 310924     | 2003 SZ166 | 22 set 2003 | Socorro           | LINEAR          | —         | MPC                           |
| 310925     | 2003 ST175 | 18 set 2003 | Palomar           | NEAT            | —         | MPC                           |
| 310926     | 2003 SD178 | 19 set 2003 | Palomar           | NEAT            | —         | MPC                           |
| 310927     | 2003 SC235 | 26 set 2003 | Socorro           | LINEAR          | Mitidika  | MPC                           |
| 310928     | 2003 SV236 | 26 set 2003 | Socorro           | LINEAR          | —         | MPC                           |
| 310929     | 2003 SN241 | 27 set 2003 | Kitt Peak         | Spacewatch      | Mitidika  | MPC                           |
| 310930     | 2003 SP242 | 27 set 2003 | Kitt Peak         | Spacewatch      | —         | MPC                           |
| 310931     | 2003 SC268 | 29 set 2003 | Kitt Peak         | Spacewatch      | Mitidika  | MPC                           |
| 310932     | 2003 SL275 | 29 set 2003 | Socorro           | LINEAR          | —         | MPC                           |
| 310933     | 2003 SN286 | 21 set 2003 | Palomar           | NEAT            | —         | MPC                           |
| 310934     | 2003 SJ295 | 29 set 2003 | Anderson Mesa     | LONEOS          | —         | MPC                           |
| 310935     | 2003 SX313 | 27 set 2003 | Kitt Peak         | Spacewatch      | Mitidika  | MPC                           |
| 310936     | 2003 SE319 | 20 set 2003 | Kitt Peak         | Spacewatch      | —         | MPC                           |
| 310937     | 2003 SM331 | 26 set 2003 | Apache Point      | SDSS            | —         | MPC                           |
| 310938     | 2003 SK332 | 28 set 2003 | Anderson Mesa     | LONEOS          | —         | MPC                           |
| 310939     | 2003 SY358 | 21 set 2003 | Kitt Peak         | Spacewatch      | —         | MPC                           |
| 310940     | 2003 SX363 | 26 set 2003 | Apache Point      | SDSS            | —         | MPC                           |
| 310941     | 2003 SF388 | 26 set 2003 | Apache Point      | SDSS            | —         | MPC                           |
| 310942     | 2003 SN396 | 26 set 2003 | Apache Point      | SDSS            | —         | MPC                           |
| 310943     | 2003 TD10  | 15 out 2003 | Socorro           | LINEAR          | Juno      | MPC                           |
| 310944     | 2003 TC12  | 14 out 2003 | Anderson Mesa     | LONEOS          | —         | MPC                           |
| 310945     | 2003 TX15  | 15 out 2003 | Anderson Mesa     | LONEOS          | —         | MPC                           |
| 310946     | 2003 TX28  | 1 out 2003  | Kitt Peak         | Spacewatch      | —         | MPC                           |
| 310947     | 2003 UH2   | 16 out 2003 | Kitt Peak         | Spacewatch      | —         | MPC                           |
| 310948     | 2003 UM14  | 16 out 2003 | Anderson Mesa     | LONEOS          | —         | MPC                           |
| 310949     | 2003 UH15  | 16 out 2003 | Kitt Peak         | Spacewatch      | —         | MPC                           |
| 310950     | 2003 UP26  | 25 out 2003 | Goodricke-Pigott  | R. A. Tucker    | —         | MPC                           |
| 310951     | 2003 UT38  | 26 out 2003 | Kleť              | Kleť Obs.       | —         | MPC                           |
| 310952     | 2003 UY51  | 18 out 2003 | Palomar           | NEAT            | —         | MPC                           |
| 310953     | 2003 UH54  | 18 out 2003 | Palomar           | NEAT            | —         | MPC                           |
| 310954     | 2003 UY54  | 18 out 2003 | Palomar           | NEAT            | —         | MPC                           |
| 310955     | 2003 UB56  | 19 out 2003 | Goodricke-Pigott  | R. A. Tucker    | —         | MPC                           |
| 310956     | 2003 UL75  | 17 out 2003 | Anderson Mesa     | LONEOS          | —         | MPC                           |
| 310957     | 2003 UX94  | 18 out 2003 | Kitt Peak         | Spacewatch      | —         | MPC                           |
| 310958     | 2003 UH97  | 19 out 2003 | Kitt Peak         | Spacewatch      | —         | MPC                           |
| 310959     | 2003 UO98  | 19 out 2003 | Anderson Mesa     | LONEOS          | —         | MPC                           |
| 310960     | 2003 UB108 | 19 out 2003 | Palomar           | NEAT            | —         | MPC                           |
| 310961     | 2003 UZ110 | 19 out 2003 | Kitt Peak         | Spacewatch      | —         | MPC                           |
| 310962     | 2003 UW116 | 21 out 2003 | Socorro           | LINEAR          | —         | MPC                           |
| 310963     | 2003 UQ119 | 18 out 2003 | Kitt Peak         | Spacewatch      | —         | MPC                           |
| 310964     | 2003 UE120 | 18 out 2003 | Kitt Peak         | Spacewatch      | —         | MPC                           |
| 310965     | 2003 US126 | 20 out 2003 | Palomar           | NEAT            | —         | MPC                           |
| 310966     | 2003 US132 | 19 out 2003 | Palomar           | NEAT            | —         | MPC                           |
| 310967     | 2003 UK139 | 16 out 2003 | Palomar           | NEAT            | —         | MPC                           |
| 310968     | 2003 US144 | 18 out 2003 | Anderson Mesa     | LONEOS          | —         | MPC                           |
| 310969     | 2003 UF174 | 21 out 2003 | Kitt Peak         | Spacewatch      | —         | MPC                           |
| 310970     | 2003 UA182 | 21 out 2003 | Socorro           | LINEAR          | —         | MPC                           |
| 310971     | 2003 UG204 | 21 out 2003 | Kitt Peak         | Spacewatch      | —         | MPC                           |
| 310972     | 2003 UE217 | 21 out 2003 | Socorro           | LINEAR          | —         | MPC                           |
| 310973     | 2003 UN228 | 23 out 2003 | Kitt Peak         | Spacewatch      | —         | MPC                           |
| 310974     | 2003 UE231 | 24 out 2003 | Socorro           | LINEAR          | —         | MPC                           |
| 310975     | 2003 UA240 | 24 out 2003 | Socorro           | LINEAR          | —         | MPC                           |
| 310976     | 2003 UB270 | 27 out 2003 | Bergisch Gladbach | W. Bickel       | —         | MPC                           |
| 310977     | 2003 UE272 | 29 out 2003 | Socorro           | LINEAR          | —         | MPC                           |
| 310978     | 2003 UE278 | 25 out 2003 | Socorro           | LINEAR          | —         | MPC                           |
| 310979     | 2003 UR297 | 16 out 2003 | Kitt Peak         | Spacewatch      | —         | MPC                           |
| 310980     | 2003 UV307 | 18 out 2003 | Kitt Peak         | Spacewatch      | —         | MPC                           |
| 310981     | 2003 UP328 | 17 out 2003 | Apache Point      | SDSS            | —         | MPC                           |
| 310982     | 2003 UZ331 | 18 out 2003 | Apache Point      | SDSS            | —         | MPC                           |
| 310983     | 2003 UM341 | 20 set 2003 | Kitt Peak         | Spacewatch      | —         | MPC                           |
| 310984     | 2003 UH349 | 19 out 2003 | Apache Point      | SDSS            | —         | MPC                           |
| 310985     | 2003 UO369 | 9 nov 1993  | Kitt Peak         | Spacewatch      | —         | MPC                           |
| 310986     | 2003 UG383 | 22 out 2003 | Apache Point      | SDSS            | —         | MPC                           |
| 310987     | 2003 WP10  | 18 nov 2003 | Kitt Peak         | Spacewatch      | —         | MPC                           |
| 310988     | 2003 WM39  | 19 nov 2003 | Kitt Peak         | Spacewatch      | —         | MPC                           |
| 310989     | 2003 WO54  | 20 nov 2003 | Socorro           | LINEAR          | —         | MPC                           |
| 310990     | 2003 WV81  | 18 nov 2003 | Palomar           | NEAT            | —         | MPC                           |
| 310991     | 2003 WH84  | 19 nov 2003 | Socorro           | LINEAR          | —         | MPC                           |
| 310992     | 2003 WH90  | 16 nov 2003 | Kitt Peak         | Spacewatch      | —         | MPC                           |
| 310993     | 2003 WR90  | 18 nov 2003 | Palomar           | NEAT            | —         | MPC                           |
| 310994     | 2003 WG100 | 20 nov 2003 | Socorro           | LINEAR          | Pallas    | MPC                           |
| 310995     | 2003 WQ122 | 20 nov 2003 | Socorro           | LINEAR          | —         | MPC                           |
| 310996     | 2003 WZ129 | 21 nov 2003 | Palomar           | NEAT            | —         | MPC                           |
| 310997     | 2003 WT141 | 21 nov 2003 | Socorro           | LINEAR          | —         | MPC                           |
| 310998     | 2003 WT144 | 21 nov 2003 | Socorro           | LINEAR          | —         | MPC                           |
| 310999     | 2003 WF150 | 24 nov 2003 | Anderson Mesa     | LONEOS          | —         | MPC                           |
| 311000     | 2003 WT157 | 30 nov 2003 | Socorro           | LINEAR          | Juno      | MPC                           |